# Lista di asteroidi (1-1000)
Di seguito una lista di asteroidi dal numero 1 al 1000 con data di scoperta e scopritore.

## 1-100
| Nome           | Designazione provvisoria | Data di scoperta  | Luogo di scoperta            | Scopritore                                     |
| -------------- | ------------------------ | ----------------- | ---------------------------- | ---------------------------------------------- |
| 1 Ceres        | —                        | 1 gennaio 1801    | Palermo, Italia              | Giuseppe Piazzi                                |
| 2 Pallas       | —                        | 28 marzo 1802     | Brema, Germania              | Heinrich Wilhelm Matthäus Olbers               |
| 3 Juno         | —                        | 1 settembre 1804  | Lilienthal, Germania         | Karl Ludwig Harding                            |
| 4 Vesta        | —                        | 29 marzo 1807     | Brema, Germania              | Heinrich Wilhelm Matthäus Olbers               |
| 5 Astraea      | —                        | 8 dicembre 1845   | Driesen (Drezdenko), Polonia | Karl Ludwig Hencke                             |
| 6 Hebe         | —                        | 1 luglio 1847     | Driesen (Drezdenko), Polonia | Karl Ludwig Hencke                             |
| 7 Iris         | —                        | 13 agosto 1847    | Londra, Gran Bretagna        | John Russell Hind                              |
| 8 Flora        | —                        | 18 ottobre 1847   | Londra, Gran Bretagna        | John Russell Hind                              |
| 9 Metis        | —                        | 25 aprile 1848    | Markree, Irlanda             | Andrew Graham                                  |
| 10 Hygiea      | —                        | 12 aprile 1849    | Napoli, Italia               | Annibale de Gasparis                           |
| 11 Parthenope  | —                        | 11 maggio 1850    | Napoli, Italia               | Annibale de Gasparis                           |
| 12 Victoria    | —                        | 13 settembre 1850 | Londra, Gran Bretagna        | John Russell Hind                              |
| 13 Egeria      | —                        | 2 novembre 1850   | Napoli, Italia               | Annibale de Gasparis                           |
| 14 Irene       | —                        | 19 maggio 1851    | Londra, Gran Bretagna        | John Russell Hind                              |
| 15 Eunomia     | —                        | 29 luglio 1851    | Napoli, Italia               | Annibale de Gasparis                           |
| 16 Psyche      | —                        | 17 marzo 1852     | Napoli, Italia               | Annibale de Gasparis                           |
| 17 Thetis      | —                        | 17 aprile 1852    | Düsseldorf, Germania         | Karl Theodor Robert Luther                     |
| 18 Melpomene   | —                        | 24 giugno 1852    | Londra, Gran Bretagna        | John Russell Hind                              |
| 19 Fortuna     | —                        | 22 agosto 1852    | Londra, Gran Bretagna        | John Russell Hind                              |
| 20 Massalia    | —                        | 19 settembre 1852 | Napoli, Italia               | Annibale de Gasparis                           |
| 21 Lutetia     | —                        | 15 novembre 1852  | Parigi, Francia              | Hermann Mayer Salomon Goldschmidt              |
| 22 Kalliope    | —                        | 16 novembre 1852  | Londra, Gran Bretagna        | John Russell Hind                              |
| 23 Thalia      | —                        | 15 dicembre 1852  | Londra, Gran Bretagna        | John Russell Hind                              |
| 24 Themis      | —                        | 5 aprile 1853     | Napoli, Italia               | Annibale de Gasparis                           |
| 25 Phocaea     | —                        | 6 aprile 1853     | Marsiglia, Francia           | Jean Chacornac                                 |
| 26 Proserpina  | —                        | 5 maggio 1853     | Düsseldorf, Germania         | Karl Theodor Robert Luther                     |
| 27 Euterpe     | —                        | 8 novembre 1853   | Londra, Gran Bretagna        | John Russell Hind                              |
| 28 Bellona     | —                        | 1 marzo 1854      | Düsseldorf, Germania         | Karl Theodor Robert Luther                     |
| 29 Amphitrite  | —                        | 1 marzo 1854      | Londra, Gran Bretagna        | Albert Marth                                   |
| 30 Urania      | —                        | 22 luglio 1854    | Londra, Gran Bretagna        | John Russell Hind                              |
| 31 Euphrosyne  | —                        | 1 settembre 1854  | Washington, Stati Uniti      | James Ferguson                                 |
| 32 Pomona      | —                        | 26 ottobre 1854   | Parigi, Francia              | Hermann Mayer Salomon Goldschmidt              |
| 33 Polyhymnia  | —                        | 28 ottobre 1854   | Parigi, Francia              | Jean Chacornac                                 |
| 34 Circe       | —                        | 6 aprile 1855     | Parigi, Francia              | Jean Chacornac                                 |
| 35 Leukothea   | —                        | 19 aprile 1855    | Düsseldorf, Germania         | Karl Theodor Robert Luther                     |
| 36 Atalante    | —                        | 5 ottobre 1855    | Parigi, Francia              | Hermann Mayer Salomon Goldschmidt              |
| 37 Fides       | —                        | 5 ottobre 1855    | Düsseldorf, Germania         | Karl Theodor Robert Luther                     |
| 38 Leda        | —                        | 12 gennaio 1856   | Parigi, Francia              | Jean Chacornac                                 |
| 39 Laetitia    | —                        | 8 febbraio 1856   | Parigi, Francia              | Jean Chacornac                                 |
| 40 Harmonia    | —                        | 31 marzo 1856     | Parigi, Francia              | Hermann Mayer Salomon Goldschmidt              |
| 41 Daphne      | —                        | 22 maggio 1856    | Parigi, Francia              | Hermann Mayer Salomon Goldschmidt              |
| 42 Isis        | —                        | 23 maggio 1856    | Oxford, Gran Bretagna        | Norman Robert Pogson                           |
| 43 Ariadne     | —                        | 15 aprile 1857    | Oxford, Gran Bretagna        | Norman Robert Pogson                           |
| 44 Nysa        | —                        | 27 maggio 1857    | Parigi, Francia              | Hermann Mayer Salomon Goldschmidt              |
| 45 Eugenia     | —                        | 27 giugno 1857    | Parigi, Francia              | Hermann Mayer Salomon Goldschmidt              |
| 46 Hestia      | —                        | 16 agosto 1857    | Oxford, Gran Bretagna        | Norman Robert Pogson                           |
| 47 Aglaja      | —                        | 15 settembre 1857 | Düsseldorf, Germania         | Karl Theodor Robert Luther                     |
| 48 Doris       | —                        | 19 settembre 1857 | Parigi, Francia              | Hermann Mayer Salomon Goldschmidt              |
| 49 Pales       | —                        | 19 settembre 1857 | Parigi, Francia              | Hermann Mayer Salomon Goldschmidt              |
| 50 Virginia    | —                        | 4 ottobre 1857    | Washington, USA              | James Ferguson                                 |
| 51 Nemausa     | —                        | 22 gennaio 1858   | Nîmes, Francia               | Joseph-Jean-Pierre Laurent                     |
| 52 Europa      | —                        | 4 febbraio 1858   | Parigi, Francia              | Hermann Mayer Salomon Goldschmidt              |
| 53 Kalypso     | —                        | 4 aprile 1858     | Düsseldorf, Germania         | Karl Theodor Robert Luther                     |
| 54 Alexandra   | —                        | 10 settembre 1858 | Parigi, Francia              | Hermann Mayer Salomon Goldschmidt              |
| 55 Pandora     | —                        | 10 settembre 1858 | Albany, USA                  | George Mary Searle                             |
| 56 Melete      | —                        | 9 settembre 1857  | Parigi, Francia              | Hermann Mayer Salomon Goldschmidt              |
| 57 Mnemosyne   | —                        | 22 settembre 1859 | Düsseldorf, Germania         | Karl Theodor Robert Luther                     |
| 58 Concordia   | —                        | 24 marzo 1860     | Düsseldorf, Germania         | Karl Theodor Robert Luther                     |
| 59 Elpis       | —                        | 12 settembre 1860 | Parigi, Francia              | Jean Chacornac                                 |
| 60 Echo        | —                        | 14 settembre 1860 | Washington, USA              | James Ferguson                                 |
| 61 Danaë       | —                        | 9 settembre 1860  | Parigi, Francia              | Hermann Mayer Salomon Goldschmidt              |
| 62 Erato       | —                        | 14 settembre 1860 | Berlino, Germania            | Otto Leberecht Lesser, Wilhelm Julius Foerster |
| 63 Ausonia     | —                        | 10 febbraio 1861  | Napoli, Italia               | Annibale de Gasparis                           |
| 64 Angelina    | —                        | 4 marzo 1861      | Marsiglia, Francia           | Ernst Wilhelm Tempel                           |
| 65 Cybele      | —                        | 8 marzo 1861      | Marsiglia, Francia           | Ernst Wilhelm Tempel                           |
| 66 Maja        | —                        | 9 aprile 1861     | Cambridge, USA               | Horace Parnell Tuttle                          |
| 67 Asia        | —                        | 17 aprile 1861    | Madras (Chennai), India      | Norman Robert Pogson                           |
| 68 Leto        | —                        | 29 aprile 1861    | Düsseldorf, Germania         | Karl Theodor Robert Luther                     |
| 69 Hesperia    | —                        | 29 aprile 1861    | Milano, Italia               | Giovanni Schiaparelli                          |
| 70 Panopaea    | —                        | 5 maggio 1861     | Parigi, Francia              | Hermann Mayer Salomon Goldschmidt              |
| 71 Niobe       | —                        | 13 agosto 1861    | Düsseldorf, Germania         | Karl Theodor Robert Luther                     |
| 72 Feronia     | —                        | 29 maggio 1861    | Clinton, USA                 | Christian Heinrich Friedrich Peters            |
| 73 Klytia      | —                        | 7 aprile 1862     | Cambridge, USA               | Horace Parnell Tuttle                          |
| 74 Galatea     | —                        | 29 agosto 1862    | Marsiglia, Francia           | Ernst Wilhelm Tempel                           |
| 75 Eurydike    | —                        | 22 settembre 1862 | Clinton, USA                 | Christian Heinrich Friedrich Peters            |
| 76 Freia       | —                        | 21 ottobre 1862   | Copenaghen, Danimarca        | Heinrich Louis d'Arrest                        |
| 77 Frigga      | —                        | 12 novembre 1862  | Clinton, USA                 | Christian Heinrich Friedrich Peters            |
| 78 Diana       | —                        | 15 marzo 1863     | Düsseldorf, Germania         | Karl Theodor Robert Luther                     |
| 79 Eurynome    | —                        | 14 settembre 1863 | Ann Arbor, USA               | James Craig Watson                             |
| 80 Sappho      | —                        | 2 maggio 1864     | Madras (Chennai), India      | Norman Robert Pogson                           |
| 81 Terpsichore | —                        | 30 settembre 1864 | Marsiglia, Francia           | Ernst Wilhelm Tempel                           |
| 82 Alkmene     | —                        | 27 novembre 1864  | Düsseldorf, Germania         | Karl Theodor Robert Luther                     |
| 83 Beatrix     | —                        | 26 aprile 1865    | Napoli, Italia               | Annibale de Gasparis                           |
| 84 Klio        | —                        | 25 agosto 1865    | Düsseldorf, Germania         | Karl Theodor Robert Luther                     |
| 85 Io          | —                        | 19 settembre 1865 | Clinton, USA                 | Christian Heinrich Friedrich Peters            |
| 86 Semele      | —                        | 4 gennaio 1866    | Berlino, Germania            | Friedrich Tietjen                              |
| 87 Sylvia      | —                        | 16 maggio 1866    | Madras (Chennai), India      | Norman Robert Pogson                           |
| 88 Thisbe      | —                        | 15 giugno 1866    | Clinton, USA                 | Christian Heinrich Friedrich Peters            |
| 89 Julia       | —                        | 6 agosto 1866     | Marsiglia, Francia           | Édouard Jean-Marie Stephan                     |
| 90 Antiope     | —                        | 1 ottobre 1866    | Düsseldorf, Germania         | Karl Theodor Robert Luther                     |
| 91 Aegina      | —                        | 4 novembre 1866   | Marsiglia, Francia           | Édouard Jean-Marie Stephan                     |
| 92 Undina      | —                        | 7 luglio 1867     | Clinton, USA                 | Christian Heinrich Friedrich Peters            |
| 93 Minerva     | —                        | 24 agosto 1867    | Ann Arbor, USA               | James Craig Watson                             |
| 94 Aurora      | —                        | 6 settembre 1867  | Ann Arbor, USA               | James Craig Watson                             |
| 95 Arethusa    | —                        | 23 novembre 1867  | Düsseldorf, Germania         | Karl Theodor Robert Luther                     |
| 96 Aegle       | —                        | 17 febbraio 1868  | Marsiglia, Francia           | Jérôme Eugène Coggia                           |
| 97 Klotho      | —                        | 17 febbraio 1868  | Marsiglia, Francia           | Ernst Wilhelm Tempel                           |
| 98 Ianthe      | —                        | 18 aprile 1868    | Clinton, USA                 | Christian Heinrich Friedrich Peters            |
| 99 Dike        | —                        | 28 maggio 1868    | Marsiglia, Francia           | Alphonse Louis Nicolas Borrelly                |
| 100 Hekate     | —                        | 11 luglio 1868    | Ann Arbor, USA               | James Craig Watson                             |

## 101-200
| Nome              | Designazione provvisoria | Data di scoperta  | Luogo di scoperta       | Scopritore                          |
| ----------------- | ------------------------ | ----------------- | ----------------------- | ----------------------------------- |
| 101 Helena        | —                        | 15 agosto 1868    | Ann Arbor, USA          | James Craig Watson                  |
| 102 Miriam        | —                        | 22 agosto 1868    | Clinton, USA            | Christian Heinrich Friedrich Peters |
| 103 Hera          | —                        | 7 settembre 1868  | Ann Arbor, USA          | James Craig Watson                  |
| 104 Klymene       | —                        | 13 settembre 1868 | Ann Arbor, USA          | James Craig Watson                  |
| 105 Artemis       | —                        | 16 settembre 1868 | Ann Arbor, USA          | James Craig Watson                  |
| 106 Dione         | —                        | 10 ottobre 1868   | Ann Arbor, USA          | James Craig Watson                  |
| 107 Camilla       | —                        | 17 novembre 1868  | Madras (Chennai), India | Norman Robert Pogson                |
| 108 Hecuba        | —                        | 2 aprile 1869     | Düsseldorf, Germania    | Karl Theodor Robert Luther          |
| 109 Felicitas     | —                        | 9 ottobre 1869    | Clinton, USA            | Christian Heinrich Friedrich Peters |
| 110 Lydia         | —                        | 19 aprile 1870    | Marsiglia, Francia      | Alphonse Louis Nicolas Borrelly     |
| 111 Ate           | —                        | 29 maggio 1861    | Clinton, USA            | Christian Heinrich Friedrich Peters |
| 112 Iphigenia     | —                        | 19 settembre 1870 | Clinton, USA            | Christian Heinrich Friedrich Peters |
| 113 Amalthea      | —                        | 12 marzo 1871     | Düsseldorf, Germania    | Karl Theodor Robert Luther          |
| 114 Kassandra     | —                        | 23 luglio 1871    | Clinton, USA            | Christian Heinrich Friedrich Peters |
| 115 Thyra         | —                        | 6 agosto 1871     | Ann Arbor, USA          | James Craig Watson                  |
| 116 Sirona        | —                        | 8 settembre 1871  | Clinton, USA            | Christian Heinrich Friedrich Peters |
| 117 Lomia         | —                        | 12 settembre 1871 | Marsiglia, Francia      | Alphonse Louis Nicolas Borrelly     |
| 118 Peitho        | —                        | 15 marzo 1872     | Düsseldorf, Germania    | Karl Theodor Robert Luther          |
| 119 Althaea       | —                        | 3 aprile 1872     | Ann Arbor, USA          | James Craig Watson                  |
| 120 Lachesis      | —                        | 10 aprile 1872    | Marsiglia, Francia      | Alphonse Louis Nicolas Borrelly     |
| 121 Hermione      | —                        | 12 maggio 1872    | Ann Arbor, USA          | James Craig Watson                  |
| 122 Gerda         | —                        | 31 luglio 1872    | Clinton, USA            | Christian Heinrich Friedrich Peters |
| 123 Brunhild      | —                        | 31 luglio 1872    | Clinton, USA            | Christian Heinrich Friedrich Peters |
| 124 Alkeste       | —                        | 23 agosto 1872    | Clinton, USA            | Christian Heinrich Friedrich Peters |
| 125 Liberatrix    | —                        | 11 settembre 1872 | Parigi, Francia         | Prosper-Mathieu Henry               |
| 126 Velleda       | —                        | 5 novembre 1872   | Parigi, Francia         | Paul-Pierre Henry                   |
| 127 Johanna       | —                        | 5 novembre 1872   | Parigi, Francia         | Prosper-Mathieu Henry               |
| 128 Nemesis       | —                        | 25 novembre 1872  | Ann Arbor, USA          | James Craig Watson                  |
| 129 Antigone      | —                        | 5 febbraio 1873   | Clinton, USA            | Christian Heinrich Friedrich Peters |
| 130 Elektra       | —                        | 17 febbraio 1873  | Clinton, USA            | Christian Heinrich Friedrich Peters |
| 131 Vala          | —                        | 24 maggio 1873    | Clinton, USA            | Christian Heinrich Friedrich Peters |
| 132 Aethra        | —                        | 13 giugno 1873    | Ann Arbor, USA          | James Craig Watson                  |
| 133 Cyrene        | —                        | 16 agosto 1873    | Ann Arbor, USA          | James Craig Watson                  |
| 134 Sophrosyne    | —                        | 27 settembre 1873 | Düsseldorf, Germania    | Karl Theodor Robert Luther          |
| 135 Hertha        | —                        | 18 febbraio 1874  | Clinton, USA            | Christian Heinrich Friedrich Peters |
| 136 Austria       | —                        | 18 marzo 1874     | Pola, Croazia           | Johann Palisa                       |
| 137 Meliboea      | —                        | 21 aprile 1874    | Pola, Croazia           | Johann Palisa                       |
| 138 Tolosa        | —                        | 19 maggio 1874    | Tolosa, Francia         | Henri Joseph Anastase Perrotin      |
| 139 Juewa         | —                        | 10 ottobre 1874   | Pechino, Cina           | James Craig Watson                  |
| 140 Siwa          | —                        | 13 ottobre 1874   | Pola, Croazia           | Johann Palisa                       |
| 141 Lumen         | —                        | 13 gennaio 1875   | Parigi, Francia         | Paul-Pierre Henry                   |
| 142 Polana        | —                        | 28 gennaio 1875   | Pola, Croazia           | Johann Palisa                       |
| 143 Adria         | —                        | 23 febbraio 1875  | Pola, Croazia           | Johann Palisa                       |
| 144 Vibilia       | —                        | 3 giugno 1875     | Clinton, USA            | Christian Heinrich Friedrich Peters |
| 145 Adeona        | —                        | 3 giugno 1875     | Clinton, USA            | Christian Heinrich Friedrich Peters |
| 146 Lucina        | —                        | 8 giugno 1875     | Marsiglia, Francia      | Alphonse Louis Nicolas Borrelly     |
| 147 Protogeneia   | —                        | 10 luglio 1875    | Vienna, Austria         | Léopold Schulhof                    |
| 148 Gallia        | —                        | 7 agosto 1875     | Parigi, Francia         | Prosper-Mathieu Henry               |
| 149 Medusa        | —                        | 21 settembre 1875 | Tolosa, Francia         | Henri Joseph Anastase Perrotin      |
| 150 Nuwa          | —                        | 18 ottobre 1875   | Ann Arbor, USA          | James Craig Watson                  |
| 151 Abundantia    | —                        | 1 novembre 1875   | Pola, Croazia           | Johann Palisa                       |
| 152 Atala         | —                        | 2 novembre 1875   | Parigi, Francia         | Paul-Pierre Henry                   |
| 153 Hilda         | —                        | 2 novembre 1875   | Pola, Croazia           | Johann Palisa                       |
| 154 Bertha        | —                        | 4 novembre 1875   | Parigi, Francia         | Prosper-Mathieu Henry               |
| 155 Scylla        | —                        | 8 novembre 1875   | Pola, Croazia           | Johann Palisa                       |
| 156 Xanthippe     | —                        | 22 novembre 1875  | Pola, Croazia           | Johann Palisa                       |
| 157 Dejanira      | —                        | 1 dicembre 1875   | Marsiglia, Francia      | Alphonse Louis Nicolas Borrelly     |
| 158 Koronis       | —                        | 4 gennaio 1876    | Berlino, Germania       | Viktor Knorre                       |
| 159 Aemilia       | —                        | 26 gennaio 1876   | Parigi, Francia         | Paul-Pierre Henry                   |
| 160 Una           | —                        | 20 febbraio 1876  | Clinton, USA            | Christian Heinrich Friedrich Peters |
| 161 Athor         | —                        | 19 aprile 1876    | Ann Arbor, USA          | James Craig Watson                  |
| 162 Laurentia     | —                        | 21 aprile 1876    | Parigi, Francia         | Prosper-Mathieu Henry               |
| 163 Erigone       | —                        | 26 aprile 1876    | Tolosa, Francia         | Henri Joseph Anastase Perrotin      |
| 164 Eva           | —                        | 12 luglio 1876    | Parigi, Francia         | Paul-Pierre Henry                   |
| 165 Loreley       | —                        | 9 agosto 1876     | Clinton, USA            | Christian Heinrich Friedrich Peters |
| 166 Rhodope       | —                        | 15 agosto 1876    | Clinton, USA            | Christian Heinrich Friedrich Peters |
| 167 Urda          | —                        | 28 agosto 1876    | Clinton, USA            | Christian Heinrich Friedrich Peters |
| 168 Sibylla       | —                        | 28 settembre 1876 | Ann Arbor, USA          | James Craig Watson                  |
| 169 Zelia         | —                        | 28 settembre 1876 | Parigi, Francia         | Prosper-Mathieu Henry               |
| 170 Maria         | —                        | 10 gennaio 1877   | Tolosa, Francia         | Henri Joseph Anastase Perrotin      |
| 171 Ophelia       | —                        | 13 gennaio 1877   | Marsiglia, Francia      | Alphonse Louis Nicolas Borrelly     |
| 172 Baucis        | —                        | 5 febbraio 1877   | Marsiglia, Francia      | Alphonse Louis Nicolas Borrelly     |
| 173 Ino           | —                        | 1 agosto 1877     | Marsiglia, Francia      | Alphonse Louis Nicolas Borrelly     |
| 174 Phaedra       | —                        | 2 settembre 1877  | Ann Arbor, USA          | James Craig Watson                  |
| 175 Andromache    | —                        | 1 ottobre 1877    | Ann Arbor, USA          | James Craig Watson                  |
| 176 Iduna         | —                        | 14 ottobre 1877   | Clinton, USA            | Christian Heinrich Friedrich Peters |
| 177 Irma          | —                        | 5 novembre 1877   | Parigi, Francia         | Paul-Pierre Henry                   |
| 178 Belisana      | —                        | 6 novembre 1877   | Pola, Croazia           | Johann Palisa                       |
| 179 Klytaemnestra | —                        | 11 novembre 1877  | Ann Arbor, USA          | James Craig Watson                  |
| 180 Garumna       | —                        | 29 gennaio 1878   | Tolosa, Francia         | Henri Joseph Anastase Perrotin      |
| 181 Eucharis      | —                        | 2 febbraio 1878   | Marsiglia, Francia      | Pablo Cottenot                      |
| 182 Elsa          | —                        | 7 febbraio 1878   | Pola, Croazia           | Johann Palisa                       |
| 183 Istria        | —                        | 8 febbraio 1878   | Pola, Croazia           | Johann Palisa                       |
| 184 Dejopeja      | —                        | 28 febbraio 1878  | Pola, Croazia           | Johann Palisa                       |
| 185 Eunike        | —                        | 1 marzo 1878      | Clinton, USA            | Christian Heinrich Friedrich Peters |
| 186 Celuta        | —                        | 6 aprile 1878     | Parigi, Francia         | Prosper-Mathieu Henry               |
| 187 Lamberta      | —                        | 11 aprile 1878    | Marsiglia, Francia      | Jérôme Eugène Coggia                |
| 188 Menippe       | —                        | 18 giugno 1878    | Clinton, USA            | Christian Heinrich Friedrich Peters |
| 189 Phthia        | —                        | 9 settembre 1878  | Clinton, USA            | Christian Heinrich Friedrich Peters |
| 190 Ismene        | —                        | 22 settembre 1878 | Clinton, USA            | Christian Heinrich Friedrich Peters |
| 191 Kolga         | —                        | 30 settembre 1878 | Clinton, USA            | Christian Heinrich Friedrich Peters |
| 192 Nausikaa      | —                        | 17 febbraio 1879  | Pola, Croazia           | Johann Palisa                       |
| 193 Ambrosia      | —                        | 28 febbraio 1879  | Marsiglia, Francia      | Jérôme Eugène Coggia                |
| 194 Prokne        | —                        | 21 marzo 1879     | Clinton, USA            | Christian Heinrich Friedrich Peters |
| 195 Eurykleia     | —                        | 19 aprile 1879    | Pola, Croazia           | Johann Palisa                       |
| 196 Philomela     | —                        | 14 maggio 1879    | Clinton, USA            | Christian Heinrich Friedrich Peters |
| 197 Arete         | —                        | 21 maggio 1879    | Pola, Croazia           | Johann Palisa                       |
| 198 Ampella       | —                        | 13 giugno 1879    | Marsiglia, Francia      | Alphonse Louis Nicolas Borrelly     |
| 199 Byblis        | —                        | 9 luglio 1879     | Clinton, USA            | Christian Heinrich Friedrich Peters |
| 200 Dynamene      | —                        | 27 luglio 1879    | Clinton, USA            | Christian Heinrich Friedrich Peters |

## 201-300
| Nome            | Designazione provvisoria | Data di scoperta  | Luogo di scoperta    | Scopritore                          |
| --------------- | ------------------------ | ----------------- | -------------------- | ----------------------------------- |
| 201 Penelope    | —                        | 7 agosto 1879     | Pola, Croazia        | Johann Palisa                       |
| 202 Chryseïs    | —                        | 11 settembre 1879 | Clinton, USA         | Christian Heinrich Friedrich Peters |
| 203 Pompeja     | —                        | 25 settembre 1879 | Clinton, USA         | Christian Heinrich Friedrich Peters |
| 204 Kallisto    | —                        | 8 ottobre 1879    | Pola, Croazia        | Johann Palisa                       |
| 205 Martha      | —                        | 13 ottobre 1879   | Pola, Croazia        | Johann Palisa                       |
| 206 Hersilia    | —                        | 13 ottobre 1879   | Clinton, USA         | Christian Heinrich Friedrich Peters |
| 207 Hedda       | —                        | 17 ottobre 1879   | Pola, Croazia        | Johann Palisa                       |
| 208 Lacrimosa   | —                        | 21 ottobre 1879   | Pola, Croazia        | Johann Palisa                       |
| 209 Dido        | —                        | 22 ottobre 1879   | Clinton, USA         | Christian Heinrich Friedrich Peters |
| 210 Isabella    | —                        | 12 novembre 1879  | Pola, Croazia        | Johann Palisa                       |
| 211 Isolda      | —                        | 10 dicembre 1879  | Pola, Croazia        | Johann Palisa                       |
| 212 Medea       | —                        | 6 febbraio 1880   | Pola, Croazia        | Johann Palisa                       |
| 213 Lilaea      | —                        | 16 febbraio 1880  | Clinton, USA         | Christian Heinrich Friedrich Peters |
| 214 Aschera     | —                        | 29 febbraio 1880  | Pola, Croazia        | Johann Palisa                       |
| 215 Oenone      | —                        | 7 aprile 1880     | Berlino, Germania    | Viktor Knorre                       |
| 216 Kleopatra   | —                        | 10 aprile 1880    | Pola, Croazia        | Johann Palisa                       |
| 217 Eudora      | —                        | 30 agosto 1880    | Marsiglia, Francia   | Jérôme Eugène Coggia                |
| 218 Bianca      | —                        | 4 settembre 1880  | Pola, Croazia        | Johann Palisa                       |
| 219 Thusnelda   | —                        | 30 settembre 1880 | Pola, Croazia        | Johann Palisa                       |
| 220 Stephania   | —                        | 19 maggio 1881    | Vienna, Austria      | Johann Palisa                       |
| 221 Eos         | —                        | 18 gennaio 1882   | Vienna, Austria      | Johann Palisa                       |
| 222 Lucia       | —                        | 9 febbraio 1882   | Vienna, Austria      | Johann Palisa                       |
| 223 Rosa        | —                        | 9 marzo 1882      | Vienna, Austria      | Johann Palisa                       |
| 224 Oceana      | —                        | 30 marzo 1882     | Vienna, Austria      | Johann Palisa                       |
| 225 Henrietta   | —                        | 19 aprile 1882    | Vienna, Austria      | Johann Palisa                       |
| 226 Weringia    | —                        | 19 luglio 1882    | Vienna, Austria      | Johann Palisa                       |
| 227 Philosophia | —                        | 12 agosto 1882    | Parigi, Francia      | Paul-Pierre Henry                   |
| 228 Agathe      | —                        | 19 agosto 1882    | Vienna, Austria      | Johann Palisa                       |
| 229 Adelinda    | —                        | 22 agosto 1882    | Vienna, Austria      | Johann Palisa                       |
| 230 Athamantis  | —                        | 3 settembre 1882  | Bothkamp, Germania   | Leo Anton Karl de Ball              |
| 231 Vindobona   | —                        | 10 settembre 1882 | Vienna, Austria      | Johann Palisa                       |
| 232 Russia      | —                        | 31 gennaio 1883   | Vienna, Austria      | Johann Palisa                       |
| 233 Asterope    | —                        | 11 maggio 1883    | Marsiglia, Francia   | Alphonse Louis Nicolas Borrelly     |
| 234 Barbara     | —                        | 12 agosto 1883    | Clinton, USA         | Christian Heinrich Friedrich Peters |
| 235 Carolina    | —                        | 28 novembre 1883  | Vienna, Austria      | Johann Palisa                       |
| 236 Honoria     | —                        | 26 aprile 1884    | Vienna, Austria      | Johann Palisa                       |
| 237 Coelestina  | —                        | 27 giugno 1884    | Vienna, Austria      | Johann Palisa                       |
| 238 Hypatia     | —                        | 1 luglio 1884     | Berlino, Germania    | Viktor Knorre                       |
| 239 Adrastea    | —                        | 18 agosto 1884    | Vienna, Austria      | Johann Palisa                       |
| 240 Vanadis     | —                        | 27 agosto 1884    | Marsiglia, Francia   | Alphonse Louis Nicolas Borrelly     |
| 241 Germania    | —                        | 12 settembre 1884 | Düsseldorf, Germania | Karl Theodor Robert Luther          |
| 242 Kriemhild   | —                        | 22 settembre 1884 | Vienna, Austria      | Johann Palisa                       |
| 243 Ida         | —                        | 29 settembre 1884 | Vienna, Austria      | Johann Palisa                       |
| 244 Sita        | —                        | 14 ottobre 1884   | Vienna, Austria      | Johann Palisa                       |
| 245 Vera        | —                        | 6 febbraio 1885   | Vienna, Austria      | Norman Robert Pogson                |
| 246 Asporina    | —                        | 6 marzo 1885      | Marsiglia, Francia   | Alphonse Louis Nicolas Borrelly     |
| 247 Eukrate     | —                        | 14 marzo 1885     | Düsseldorf, Germania | Karl Theodor Robert Luther          |
| 248 Lameia      | —                        | 5 giugno 1885     | Vienna, Austria      | Johann Palisa                       |
| 249 Ilse        | —                        | 16 agosto 1885    | Clinton, USA         | Christian Heinrich Friedrich Peters |
| 250 Bettina     | —                        | 3 settembre 1885  | Vienna, Austria      | Johann Palisa                       |
| 251 Sophia      | —                        | 4 ottobre 1885    | Vienna, Austria      | Johann Palisa                       |
| 252 Clementina  | —                        | 11 ottobre 1885   | Nizza, Francia       | Henri Joseph Anastase Perrotin      |
| 253 Mathilde    | —                        | 12 novembre 1885  | Vienna, Austria      | Johann Palisa                       |
| 254 Augusta     | —                        | 31 marzo 1886     | Vienna, Austria      | Johann Palisa                       |
| 255 Oppavia     | —                        | 31 marzo 1886     | Vienna, Austria      | Johann Palisa                       |
| 256 Walpurga    | —                        | 3 aprile 1886     | Vienna, Austria      | Johann Palisa                       |
| 257 Silesia     | —                        | 5 aprile 1886     | Vienna, Austria      | Johann Palisa                       |
| 258 Tyche       | —                        | 4 maggio 1886     | Düsseldorf, Germania | Karl Theodor Robert Luther          |
| 259 Aletheia    | —                        | 28 giugno 1886    | Clinton, USA         | Christian Heinrich Friedrich Peters |
| 260 Huberta     | —                        | 3 ottobre 1886    | Vienna, Austria      | Johann Palisa                       |
| 261 Prymno      | —                        | 31 ottobre 1886   | Clinton, USA         | Christian Heinrich Friedrich Peters |
| 262 Valda       | —                        | 3 novembre 1886   | Vienna, Austria      | Johann Palisa                       |
| 263 Dresda      | —                        | 3 novembre 1886   | Vienna, Austria      | Johann Palisa                       |
| 264 Libussa     | —                        | 22 dicembre 1886  | Clinton, USA         | Christian Heinrich Friedrich Peters |
| 265 Anna        | —                        | 25 febbraio 1887  | Vienna, Austria      | Johann Palisa                       |
| 266 Aline       | —                        | 17 maggio 1887    | Vienna, Austria      | Johann Palisa                       |
| 267 Tirza       | —                        | 27 maggio 1887    | Nizza, Francia       | Auguste Charlois                    |
| 268 Adorea      | —                        | 8 giugno 1887     | Marsiglia, Francia   | Alphonse Louis Nicolas Borrelly     |
| 269 Justitia    | —                        | 21 settembre 1887 | Vienna, Austria      | Johann Palisa                       |
| 270 Anahita     | —                        | 8 ottobre 1887    | Clinton, USA         | Christian Heinrich Friedrich Peters |
| 271 Penthesilea | —                        | 13 ottobre 1887   | Berlino, Germania    | Viktor Knorre                       |
| 272 Antonia     | —                        | 4 febbraio 1888   | Nizza, Francia       | Auguste Charlois                    |
| 273 Atropos     | —                        | 8 marzo 1888      | Vienna, Austria      | Johann Palisa                       |
| 274 Philagoria  | —                        | 3 aprile 1888     | Vienna, Austria      | Johann Palisa                       |
| 275 Sapientia   | —                        | 15 aprile 1888    | Vienna, Austria      | Johann Palisa                       |
| 276 Adelheid    | —                        | 17 aprile 1888    | Vienna, Austria      | Johann Palisa                       |
| 277 Elvira      | —                        | 3 maggio 1888     | Nizza, Francia       | Auguste Charlois                    |
| 278 Paulina     | —                        | 16 maggio 1888    | Vienna, Austria      | Johann Palisa                       |
| 279 Thule       | —                        | 25 ottobre 1888   | Vienna, Austria      | Johann Palisa                       |
| 280 Philia      | —                        | 29 ottobre 1888   | Vienna, Austria      | Johann Palisa                       |
| 281 Lucretia    | —                        | 31 ottobre 1888   | Vienna, Austria      | Johann Palisa                       |
| 282 Clorinde    | —                        | 28 gennaio 1889   | Nizza, Francia       | Auguste Charlois                    |
| 283 Emma        | —                        | 8 febbraio 1889   | Nizza, Francia       | Auguste Charlois                    |
| 284 Amalia      | —                        | 29 maggio 1889    | Nizza, Francia       | Auguste Charlois                    |
| 285 Regina      | —                        | 3 agosto 1889     | Nizza, Francia       | Auguste Charlois                    |
| 286 Iclea       | —                        | 3 agosto 1889     | Vienna, Austria      | Johann Palisa                       |
| 287 Nephthys    | —                        | 25 agosto 1889    | Clinton, USA         | Christian Heinrich Friedrich Peters |
| 288 Glauke      | —                        | 20 febbraio 1890  | Düsseldorf, Germania | Karl Theodor Robert Luther          |
| 289 Nenetta     | —                        | 10 marzo 1890     | Nizza, Francia       | Auguste Charlois                    |
| 290 Bruna       | —                        | 20 marzo 1890     | Vienna, Austria      | Johann Palisa                       |
| 291 Alice       | —                        | 25 aprile 1890    | Vienna, Austria      | Johann Palisa                       |
| 292 Ludovica    | —                        | 25 aprile 1890    | Vienna, Austria      | Johann Palisa                       |
| 293 Brasilia    | —                        | 20 maggio 1890    | Nizza, Francia       | Auguste Charlois                    |
| 294 Felicia     | —                        | 15 luglio 1890    | Nizza, Francia       | Auguste Charlois                    |
| 295 Theresia    | —                        | 17 agosto 1890    | Vienna, Austria      | Johann Palisa                       |
| 296 Phaëtusa    | —                        | 19 agosto 1890    | Nizza, Francia       | Auguste Charlois                    |
| 297 Caecilia    | —                        | 9 settembre 1890  | Nizza, Francia       | Auguste Charlois                    |
| 298 Baptistina  | —                        | 9 settembre 1890  | Nizza, Francia       | Auguste Charlois                    |
| 299 Thora       | —                        | 6 ottobre 1890    | Vienna, Austria      | Johann Palisa                       |
| 300 Geraldina   | —                        | 3 ottobre 1890    | Nizza, Francia       | Auguste Charlois                    |

## 301-400
| Nome               | Designazione provvisoria | Data di scoperta  | Luogo di scoperta    | Scopritore                             |
| ------------------ | ------------------------ | ----------------- | -------------------- | -------------------------------------- |
| 301 Bavaria        | —                        | 16 novembre 1890  | Vienna, Austria      | Johann Palisa                          |
| 302 Clarissa       | —                        | 14 novembre 1890  | Nizza, Francia       | Auguste Charlois                       |
| 303 Josephina      | —                        | 12 febbraio 1891  | Roma, Italia         | Elia Millosevich                       |
| 304 Olga           | —                        | 14 febbraio 1891  | Vienna, Austria      | Johann Palisa                          |
| 305 Gordonia       | —                        | 16 febbraio 1891  | Nizza, Francia       | Auguste Charlois                       |
| 306 Unitas         | —                        | 1 marzo 1891      | Roma, Italia         | Elia Millosevich                       |
| 307 Nike           | —                        | 5 marzo 1891      | Nizza, Francia       | Auguste Charlois                       |
| 308 Polyxo         | —                        | 31 marzo 1891     | Marsiglia, Francia   | Alphonse Louis Nicolas Borrelly        |
| 309 Fraternitas    | —                        | 6 aprile 1891     | Vienna, Austria      | Johann Palisa                          |
| 310 Margarita      | —                        | 16 maggio 1891    | Nizza, Francia       | Auguste Charlois                       |
| 311 Claudia        | —                        | 11 giugno 1891    | Nizza, Francia       | Auguste Charlois                       |
| 312 Pierretta      | —                        | 28 agosto 1891    | Nizza, Francia       | Auguste Charlois                       |
| 313 Chaldaea       | —                        | 30 agosto 1891    | Vienna, Austria      | Johann Palisa                          |
| 314 Rosalia        | —                        | 1 settembre 1891  | Nizza, Francia       | Auguste Charlois                       |
| 315 Constantia     | —                        | 4 settembre 1891  | Vienna, Austria      | Johann Palisa                          |
| 316 Goberta        | —                        | 8 settembre 1891  | Nizza, Francia       | Auguste Charlois                       |
| 317 Roxane         | —                        | 11 settembre 1891 | Nizza, Francia       | Auguste Charlois                       |
| 318 Magdalena      | —                        | 24 settembre 1891 | Nizza, Francia       | Auguste Charlois                       |
| 319 Leona          | —                        | 8 ottobre 1891    | Nizza, Francia       | Auguste Charlois                       |
| 320 Katharina      | —                        | 11 ottobre 1891   | Vienna, Austria      | Johann Palisa                          |
| 321 Florentina     | —                        | 15 ottobre 1891   | Vienna, Austria      | Johann Palisa                          |
| 322 Phaeo          | —                        | 27 novembre 1891  | Marsiglia, Francia   | Alphonse Louis Nicolas Borrelly        |
| 323 Brucia         | —                        | 22 dicembre 1891  | Heidelberg, Germania | Maximilian Franz Joseph Cornelius Wolf |
| 324 Bamberga       | —                        | 25 febbraio 1892  | Vienna, Austria      | Johann Palisa                          |
| 325 Heidelberga    | —                        | 4 marzo 1892      | Heidelberg, Germania | Maximilian Franz Joseph Cornelius Wolf |
| 326 Tamara         | —                        | 19 marzo 1892     | Vienna, Austria      | Johann Palisa                          |
| 327 Columbia       | —                        | 22 marzo 1892     | Nizza, Francia       | Auguste Charlois                       |
| 328 Gudrun         | —                        | 18 marzo 1892     | Heidelberg, Germania | Maximilian Franz Joseph Cornelius Wolf |
| 329 Svea           | —                        | 21 marzo 1892     | Heidelberg, Germania | Maximilian Franz Joseph Cornelius Wolf |
| 330 Adalberta      | A910 CB                  | 2 febbraio 1910   | Heidelberg, Germania | Maximilian Franz Joseph Cornelius Wolf |
| 331 Etheridgea     | —                        | 1 aprile 1892     | Nizza, Francia       | Auguste Charlois                       |
| 332 Siri           | —                        | 19 marzo 1892     | Heidelberg, Germania | Maximilian Franz Joseph Cornelius Wolf |
| 333 Badenia        | 1892 A                   | 22 agosto 1892    | Heidelberg, Germania | Maximilian Franz Joseph Cornelius Wolf |
| 334 Chicago        | 1892 L                   | 23 agosto 1892    | Heidelberg, Germania | Maximilian Franz Joseph Cornelius Wolf |
| 335 Roberta        | 1892 C                   | 1 settembre 1892  | Heidelberg, Germania | Anton Staus                            |
| 336 Lacadiera      | 1892 D                   | 19 settembre 1892 | Nizza, Francia       | Auguste Charlois                       |
| 337 Devosa         | 1892 E                   | 22 settembre 1892 | Nizza, Francia       | Auguste Charlois                       |
| 338 Budrosa        | 1892 F                   | 25 settembre 1892 | Nizza, Francia       | Auguste Charlois                       |
| 339 Dorothea       | 1892 G                   | 25 settembre 1892 | Heidelberg, Germania | Maximilian Franz Joseph Cornelius Wolf |
| 340 Eduarda        | 1892 H                   | 25 settembre 1892 | Heidelberg, Germania | Maximilian Franz Joseph Cornelius Wolf |
| 341 California     | 1892 J                   | 25 settembre 1892 | Heidelberg, Germania | Maximilian Franz Joseph Cornelius Wolf |
| 342 Endymion       | 1892 K                   | 17 ottobre 1892   | Heidelberg, Germania | Maximilian Franz Joseph Cornelius Wolf |
| 343 Ostara         | 1892 N                   | 15 novembre 1892  | Heidelberg, Germania | Maximilian Franz Joseph Cornelius Wolf |
| 344 Desiderata     | 1892 M                   | 15 novembre 1892  | Nizza, Francia       | Auguste Charlois                       |
| 345 Tercidina      | 1892 O                   | 23 novembre 1892  | Nizza, Francia       | Auguste Charlois                       |
| 346 Hermentaria    | 1892 P                   | 25 novembre 1892  | Nizza, Francia       | Auguste Charlois                       |
| 347 Pariana        | 1892 Q                   | 28 novembre 1892  | Nizza, Francia       | Auguste Charlois                       |
| 348 May            | 1892 R                   | 28 novembre 1892  | Nizza, Francia       | Auguste Charlois                       |
| 349 Dembowska      | 1892 T                   | 9 dicembre 1892   | Nizza, Francia       | Auguste Charlois                       |
| 350 Ornamenta      | 1892 U                   | 14 dicembre 1892  | Nizza, Francia       | Auguste Charlois                       |
| 351 Yrsa           | 1892 V                   | 16 dicembre 1892  | Heidelberg, Germania | Maximilian Franz Joseph Cornelius Wolf |
| 352 Gisela         | 1893 B                   | 12 gennaio 1893   | Heidelberg, Germania | Maximilian Franz Joseph Cornelius Wolf |
| 353 Ruperto-Carola | 1893 F                   | 16 gennaio 1893   | Heidelberg, Germania | Maximilian Franz Joseph Cornelius Wolf |
| 354 Eleonora       | 1893 A                   | 17 gennaio 1893   | Nizza, Francia       | Auguste Charlois                       |
| 355 Gabriella      | 1893 E                   | 20 gennaio 1893   | Nizza, Francia       | Auguste Charlois                       |
| 356 Liguria        | 1893 G                   | 21 gennaio 1893   | Nizza, Francia       | Auguste Charlois                       |
| 357 Ninina         | 1893 J                   | 11 febbraio 1893  | Nizza, Francia       | Auguste Charlois                       |
| 358 Apollonia      | 1893 K                   | 8 marzo 1893      | Nizza, Francia       | Auguste Charlois                       |
| 359 Georgia        | 1893 M                   | 10 marzo 1893     | Nizza, Francia       | Auguste Charlois                       |
| 360 Carlova        | 1893 N                   | 11 marzo 1893     | Nizza, Francia       | Auguste Charlois                       |
| 361 Bononia        | 1893 P                   | 11 marzo 1893     | Nizza, Francia       | Auguste Charlois                       |
| 362 Havnia         | 1893 R                   | 12 marzo 1893     | Nizza, Francia       | Auguste Charlois                       |
| 363 Padua          | 1893 S                   | 17 marzo 1893     | Nizza, Francia       | Auguste Charlois                       |
| 364 Isara          | 1893 T                   | 19 marzo 1893     | Nizza, Francia       | Auguste Charlois                       |
| 365 Corduba        | 1893 V                   | 21 marzo 1893     | Nizza, Francia       | Auguste Charlois                       |
| 366 Vincentina     | 1893 W                   | 21 marzo 1893     | Nizza, Francia       | Auguste Charlois                       |
| 367 Amicitia       | 1893 AA                  | 19 maggio 1893    | Nizza, Francia       | Auguste Charlois                       |
| 368 Haidea         | 1893 AB                  | 19 maggio 1893    | Nizza, Francia       | Auguste Charlois                       |
| 369 Aëria          | 1893 AE                  | 4 luglio 1893     | Marsiglia, Francia   | Alphonse Louis Nicolas Borrelly        |
| 370 Modestia       | 1893 AC                  | 14 luglio 1893    | Nizza, Francia       | Auguste Charlois                       |
| 371 Bohemia        | 1893 AD                  | 16 luglio 1893    | Nizza, Francia       | Auguste Charlois                       |
| 372 Palma          | 1893 AH                  | 19 agosto 1893    | Nizza, Francia       | Auguste Charlois                       |
| 373 Melusina       | 1893 AJ                  | 15 settembre 1893 | Nizza, Francia       | Auguste Charlois                       |
| 374 Burgundia      | 1893 AK                  | 18 settembre 1893 | Nizza, Francia       | Auguste Charlois                       |
| 375 Ursula         | 1893 AL                  | 18 settembre 1893 | Nizza, Francia       | Auguste Charlois                       |
| 376 Geometria      | 1893 AM                  | 18 settembre 1893 | Nizza, Francia       | Auguste Charlois                       |
| 377 Campania       | 1893 AN                  | 20 settembre 1893 | Nizza, Francia       | Auguste Charlois                       |
| 378 Holmia         | 1893 AP                  | 6 dicembre 1893   | Nizza, Francia       | Auguste Charlois                       |
| 379 Huenna         | 1894 AQ                  | 8 gennaio 1894    | Nizza, Francia       | Auguste Charlois                       |
| 380 Fiducia        | 1894 AR                  | 8 gennaio 1894    | Nizza, Francia       | Auguste Charlois                       |
| 381 Myrrha         | 1894 AS                  | 10 gennaio 1894   | Nizza, Francia       | Auguste Charlois                       |
| 382 Dodona         | 1894 AT                  | 29 gennaio 1894   | Nizza, Francia       | Auguste Charlois                       |
| 383 Janina         | 1894 AU                  | 29 gennaio 1894   | Nizza, Francia       | Auguste Charlois                       |
| 384 Burdigala      | 1894 AV                  | 11 febbraio 1894  | Bordeaux, Francia    | Fernand Courty                         |
| 385 Ilmatar        | 1894 AX                  | 1 marzo 1894      | Heidelberg, Germania | Maximilian Franz Joseph Cornelius Wolf |
| 386 Siegena        | 1894 AY                  | 1 marzo 1894      | Heidelberg, Germania | Maximilian Franz Joseph Cornelius Wolf |
| 387 Aquitania      | 1894 AZ                  | 5 marzo 1894      | Bordeaux, Francia    | Fernand Courty                         |
| 388 Charybdis      | 1894 BA                  | 7 marzo 1894      | Nizza, Francia       | Auguste Charlois                       |
| 389 Industria      | 1894 BB                  | 8 marzo 1894      | Nizza, Francia       | Auguste Charlois                       |
| 390 Alma           | 1894 BC                  | 24 marzo 1894     | Parigi, Francia      | Guillaume Bigourdan                    |
| 391 Ingeborg       | 1894 BE                  | 1 novembre 1894   | Heidelberg, Germania | Maximilian Franz Joseph Cornelius Wolf |
| 392 Wilhelmina     | 1894 BF                  | 4 novembre 1894   | Heidelberg, Germania | Maximilian Franz Joseph Cornelius Wolf |
| 393 Lampetia       | 1894 BG                  | 4 novembre 1894   | Heidelberg, Germania | Maximilian Franz Joseph Cornelius Wolf |
| 394 Arduina        | 1894 BH                  | 19 novembre 1894  | Marsiglia, Francia   | Alphonse Louis Nicolas Borrelly        |
| 395 Delia          | 1894 BK                  | 30 novembre 1894  | Nizza, Francia       | Auguste Charlois                       |
| 396 Aeolia         | 1894 BL                  | 1 dicembre 1894   | Nizza, Francia       | Auguste Charlois                       |
| 397 Vienna         | 1894 BM                  | 19 dicembre 1894  | Nizza, Francia       | Auguste Charlois                       |
| 398 Admete         | 1894 BN                  | 28 dicembre 1894  | Nizza, Francia       | Auguste Charlois                       |
| 399 Persephone     | 1895 BP                  | 23 febbraio 1895  | Heidelberg, Germania | Maximilian Franz Joseph Cornelius Wolf |
| 400 Ducrosa        | 1895 BU                  | 15 marzo 1895     | Nizza, Francia       | Auguste Charlois                       |

## 401-500
| Nome              | Designazione provvisoria | Data di scoperta  | Scopritore                                                                |
| ----------------- | ------------------------ | ----------------- | ------------------------------------------------------------------------- |
| 401 Ottilia       | 1895 BT                  | 16 marzo 1895     | Maximilian Franz Joseph Cornelius Wolf                                    |
| 402 Chloë         | 1895 BW                  | 21 marzo 1895     | Auguste Charlois                                                          |
| 403 Cyane         | 1895 BX                  | 18 maggio 1895    | Auguste Charlois                                                          |
| 404 Arsinoë       | 1895 BY                  | 20 giugno 1895    | Auguste Charlois                                                          |
| 405 Thia          | 1895 BZ                  | 23 luglio 1895    | Auguste Charlois                                                          |
| 406 Erna          | 1895 CB                  | 22 agosto 1895    | Auguste Charlois                                                          |
| 407 Arachne       | 1895 CC                  | 13 ottobre 1895   | Maximilian Franz Joseph Cornelius Wolf                                    |
| 408 Fama          | 1895 CD                  | 13 ottobre 1895   | Maximilian Franz Joseph Cornelius Wolf                                    |
| 409 Aspasia       | 1895 CE                  | 9 dicembre 1895   | Auguste Charlois                                                          |
| 410 Chloris       | 1896 CH                  | 7 gennaio 1896    | Auguste Charlois                                                          |
| 411 Xanthe        | 1896 CJ                  | 7 gennaio 1896    | Auguste Charlois                                                          |
| 412 Elisabetha    | 1896 CK                  | 7 gennaio 1896    | Maximilian Franz Joseph Cornelius Wolf                                    |
| 413 Edburga       | 1896 CL                  | 7 gennaio 1896    | Maximilian Franz Joseph Cornelius Wolf                                    |
| 414 Liriope       | 1896 CN                  | 16 gennaio 1896   | Auguste Charlois                                                          |
| 415 Palatia       | 1896 CO                  | 7 febbraio 1896   | Maximilian Franz Joseph Cornelius Wolf                                    |
| 416 Vaticana      | 1896 CS                  | 4 maggio 1896     | Auguste Charlois                                                          |
| 417 Suevia        | 1896 CT                  | 6 maggio 1896     | Maximilian Franz Joseph Cornelius Wolf                                    |
| 418 Alemannia     | 1896 CV                  | 7 settembre 1896  | Maximilian Franz Joseph Cornelius Wolf                                    |
| 419 Aurelia       | 1896 CW                  | 7 settembre 1896  | Maximilian Franz Joseph Cornelius Wolf                                    |
| 420 Bertholda     | 1896 CY                  | 7 settembre 1896  | Maximilian Franz Joseph Cornelius Wolf                                    |
| 421 Zähringia     | 1896 CZ                  | 7 settembre 1896  | Maximilian Franz Joseph Cornelius Wolf                                    |
| 422 Berolina      | 1896 DA                  | 8 ottobre 1896    | Carl Gustav Witt                                                          |
| 423 Diotima       | 1896 DB                  | 7 dicembre 1896   | Auguste Charlois                                                          |
| 424 Gratia        | 1896 DF                  | 31 dicembre 1896  | Auguste Charlois                                                          |
| 425 Cornelia      | 1896 DC                  | 28 dicembre 1896  | Auguste Charlois                                                          |
| 426 Hippo         | 1897 DH                  | 25 agosto 1897    | Auguste Charlois                                                          |
| 427 Galene        | 1897 DJ                  | 27 agosto 1897    | Auguste Charlois                                                          |
| 428 Monachia      | 1897 DK                  | 18 novembre 1897  | Walther Villiger                                                          |
| 429 Lotis         | 1897 DL                  | 23 novembre 1897  | Auguste Charlois                                                          |
| 430 Hybris        | 1897 DM                  | 18 dicembre 1897  | Auguste Charlois                                                          |
| 431 Nephele       | 1897 DN                  | 18 dicembre 1897  | Auguste Charlois                                                          |
| 432 Pythia        | 1897 DO                  | 18 dicembre 1897  | Auguste Charlois                                                          |
| 433 Eros          | 1898 DQ                  | 13 agosto 1898    | Carl Gustav Witt                                                          |
| 434 Hungaria      | 1898 DR                  | 11 settembre 1898 | Maximilian Franz Joseph Cornelius Wolf                                    |
| 435 Ella          | 1898 DS                  | 11 settembre 1898 | Maximilian Franz Joseph Cornelius Wolf, Friedrich Karl Arnold Schwassmann |
| 436 Patricia      | 1898 DT                  | 13 settembre 1898 | Maximilian Franz Joseph Cornelius Wolf, Friedrich Karl Arnold Schwassmann |
| 437 Rhodia        | 1898 DP                  | 16 luglio 1898    | Auguste Charlois                                                          |
| 438 Zeuxo         | 1898 DU                  | 8 novembre 1898   | Auguste Charlois                                                          |
| 439 Ohio          | 1898 EB                  | 13 ottobre 1898   | Edwin Foster Coddington                                                   |
| 440 Theodora      | 1898 EC                  | 13 ottobre 1898   | Edwin Foster Coddington                                                   |
| 441 Bathilde      | 1898 ED                  | 8 dicembre 1898   | Auguste Charlois                                                          |
| 442 Eichsfeldia   | 1899 EE                  | 15 febbraio 1899  | Maximilian Franz Joseph Cornelius Wolf, Friedrich Karl Arnold Schwassmann |
| 443 Photographica | 1899 EF                  | 17 febbraio 1899  | Maximilian Franz Joseph Cornelius Wolf, Friedrich Karl Arnold Schwassmann |
| 444 Gyptis        | 1899 EL                  | 31 marzo 1899     | Jérôme Eugène Coggia                                                      |
| 445 Edna          | 1899 EX                  | 2 ottobre 1899    | Edwin Foster Coddington                                                   |
| 446 Aeternitas    | 1899 ER                  | 27 ottobre 1899   | Maximilian Franz Joseph Cornelius Wolf, Friedrich Karl Arnold Schwassmann |
| 447 Valentine     | 1899 ES                  | 27 ottobre 1899   | Maximilian Franz Joseph Cornelius Wolf, Friedrich Karl Arnold Schwassmann |
| 448 Natalie       | 1899 ET                  | 27 ottobre 1899   | Maximilian Franz Joseph Cornelius Wolf, Friedrich Karl Arnold Schwassmann |
| 449 Hamburga      | 1899 EU                  | 31 ottobre 1899   | Maximilian Franz Joseph Cornelius Wolf, Friedrich Karl Arnold Schwassmann |
| 450 Brigitta      | 1899 EV                  | 10 ottobre 1899   | Maximilian Franz Joseph Cornelius Wolf, Friedrich Karl Arnold Schwassmann |
| 451 Patientia     | 1899 EY                  | 4 dicembre 1899   | Auguste Charlois                                                          |
| 452 Hamiltonia    | 1899 FD                  | 6 dicembre 1899   | James Edward Keeler                                                       |
| 453 Tea           | 1900 FA                  | 22 febbraio 1900  | Auguste Charlois                                                          |
| 454 Mathesis      | 1900 FC                  | 28 marzo 1900     | Friedrich Karl Arnold Schwassmann                                         |
| 455 Bruchsalia    | 1900 FG                  | 22 maggio 1900    | Maximilian Franz Joseph Cornelius Wolf, Friedrich Karl Arnold Schwassmann |
| 456 Abnoba        | 1900 FH                  | 4 giugno 1900     | Maximilian Franz Joseph Cornelius Wolf, Friedrich Karl Arnold Schwassmann |
| 457 Alleghenia    | 1900 FJ                  | 15 settembre 1900 | Maximilian Franz Joseph Cornelius Wolf, Friedrich Karl Arnold Schwassmann |
| 458 Hercynia      | 1900 FK                  | 21 settembre 1900 | Maximilian Franz Joseph Cornelius Wolf, Friedrich Karl Arnold Schwassmann |
| 459 Signe         | 1900 FM                  | 22 ottobre 1900   | Maximilian Franz Joseph Cornelius Wolf                                    |
| 460 Scania        | 1900 FN                  | 22 ottobre 1900   | Maximilian Franz Joseph Cornelius Wolf                                    |
| 461 Saskia        | 1900 FP                  | 22 ottobre 1900   | Maximilian Franz Joseph Cornelius Wolf                                    |
| 462 Eriphyla      | 1900 FQ                  | 22 ottobre 1900   | Maximilian Franz Joseph Cornelius Wolf                                    |
| 463 Lola          | 1900 FS                  | 31 ottobre 1900   | Maximilian Franz Joseph Cornelius Wolf                                    |
| 464 Megaira       | 1901 FV                  | 9 gennaio 1901    | Maximilian Franz Joseph Cornelius Wolf                                    |
| 465 Alekto        | 1901 FW                  | 13 gennaio 1901   | Maximilian Franz Joseph Cornelius Wolf                                    |
| 466 Tisiphone     | 1901 FX                  | 17 gennaio 1901   | Maximilian Franz Joseph Cornelius Wolf, Luigi Carnera                     |
| 467 Laura         | 1901 FY                  | 9 gennaio 1901    | Maximilian Franz Joseph Cornelius Wolf                                    |
| 468 Lina          | 1901 FZ                  | 18 gennaio 1901   | Maximilian Franz Joseph Cornelius Wolf                                    |
| 469 Argentina     | 1901 GE                  | 20 febbraio 1901  | Luigi Carnera                                                             |
| 470 Kilia         | 1901 GJ                  | 21 aprile 1901    | Luigi Carnera                                                             |
| 471 Papagena      | 1901 GN                  | 7 giugno 1901     | Maximilian Franz Joseph Cornelius Wolf                                    |
| 472 Roma          | 1901 GP                  | 11 luglio 1901    | Luigi Carnera                                                             |
| 473 Nolli         | 1901 GC                  | 13 febbraio 1901  | Maximilian Franz Joseph Cornelius Wolf                                    |
| 474 Prudentia     | 1901 GD                  | 13 febbraio 1901  | Maximilian Franz Joseph Cornelius Wolf                                    |
| 475 Ocllo         | 1901 HN                  | 14 agosto 1901    | Delisle Stewart                                                           |
| 476 Hedwig        | 1901 GQ                  | 17 agosto 1901    | Luigi Carnera                                                             |
| 477 Italia        | 1901 GR                  | 23 agosto 1901    | Luigi Carnera                                                             |
| 478 Tergeste      | 1901 GU                  | 21 settembre 1901 | Luigi Carnera                                                             |
| 479 Caprera       | 1901 HJ                  | 12 novembre 1901  | Luigi Carnera                                                             |
| 480 Hansa         | 1901 GL                  | 21 maggio 1901    | Maximilian Franz Joseph Cornelius Wolf, Luigi Carnera                     |
| 481 Emita         | 1902 HP                  | 12 febbraio 1902  | Luigi Carnera                                                             |
| 482 Petrina       | 1902 HT                  | 3 marzo 1902      | Maximilian Franz Joseph Cornelius Wolf                                    |
| 483 Seppina       | 1902 HU                  | 4 marzo 1902      | Maximilian Franz Joseph Cornelius Wolf                                    |
| 484 Pittsburghia  | 1902 HX                  | 29 aprile 1902    | Maximilian Franz Joseph Cornelius Wolf                                    |
| 485 Genua         | 1902 HZ                  | 7 maggio 1902     | Luigi Carnera                                                             |
| 486 Cremona       | 1902 JB                  | 11 maggio 1902    | Luigi Carnera                                                             |
| 487 Venetia       | 1902 JL                  | 9 luglio 1902     | Luigi Carnera                                                             |
| 488 Kreusa        | 1902 JG                  | 26 giugno 1902    | Maximilian Franz Joseph Cornelius Wolf, Luigi Carnera                     |
| 489 Comacina      | 1902 JM                  | 2 settembre 1902  | Luigi Carnera                                                             |
| 490 Veritas       | 1902 JP                  | 3 settembre 1902  | Maximilian Franz Joseph Cornelius Wolf                                    |
| 491 Carina        | 1902 JQ                  | 3 settembre 1902  | Maximilian Franz Joseph Cornelius Wolf                                    |
| 492 Gismonda      | 1902 JR                  | 3 settembre 1902  | Maximilian Franz Joseph Cornelius Wolf                                    |
| 493 Griseldis     | 1902 JS                  | 7 settembre 1902  | Maximilian Franz Joseph Cornelius Wolf                                    |
| 494 Virtus        | 1902 JV                  | 7 ottobre 1902    | Maximilian Franz Joseph Cornelius Wolf                                    |
| 495 Eulalia       | 1902 KG                  | 25 ottobre 1902   | Maximilian Franz Joseph Cornelius Wolf                                    |
| 496 Gryphia       | 1902 KH                  | 25 ottobre 1902   | Maximilian Franz Joseph Cornelius Wolf                                    |
| 497 Iva           | 1902 KJ                  | 4 novembre 1902   | Raymond Smith Dugan                                                       |
| 498 Tokio         | 1902 KU                  | 2 dicembre 1902   | Auguste Charlois                                                          |
| 499 Venusia       | 1902 KX                  | 24 dicembre 1902  | Maximilian Franz Joseph Cornelius Wolf                                    |
| 500 Selinur       | 1903 LA                  | 16 gennaio 1903   | Maximilian Franz Joseph Cornelius Wolf                                    |

## 501-600
| Nome             | Designazione provvisoria | Data di scoperta  | Scopritore                                        |
| ---------------- | ------------------------ | ----------------- | ------------------------------------------------- |
| 501 Urhixidur    | 1903 LB                  | 18 gennaio 1903   | Maximilian Franz Joseph Cornelius Wolf            |
| 502 Sigune       | 1903 LC                  | 19 gennaio 1903   | Maximilian Franz Joseph Cornelius Wolf            |
| 503 Evelyn       | 1903 LF                  | 19 gennaio 1903   | Raymond Smith Dugan                               |
| 504 Cora         | 1902 LK                  | 30 giugno 1902    | Solon Irving Bailey                               |
| 505 Cava         | 1902 LL                  | 21 agosto 1902    | Royal Harwood Frost                               |
| 506 Marion       | 1903 LN                  | 17 febbraio 1903  | Raymond Smith Dugan                               |
| 507 Laodica      | 1903 LO                  | 19 febbraio 1903  | Raymond Smith Dugan                               |
| 508 Princetonia  | 1903 LQ                  | 20 aprile 1903    | Raymond Smith Dugan                               |
| 509 Iolanda      | 1903 LR                  | 28 aprile 1903    | Maximilian Franz Joseph Cornelius Wolf            |
| 510 Mabella      | 1903 LT                  | 20 maggio 1903    | Raymond Smith Dugan                               |
| 511 Davida       | 1903 LU                  | 30 maggio 1903    | Raymond Smith Dugan                               |
| 512 Taurinensis  | 1903 LV                  | 23 giugno 1903    | Maximilian Franz Joseph Cornelius Wolf            |
| 513 Centesima    | 1903 LY                  | 24 agosto 1903    | Maximilian Franz Joseph Cornelius Wolf            |
| 514 Armida       | 1903 MB                  | 24 agosto 1903    | Maximilian Franz Joseph Cornelius Wolf            |
| 515 Athalia      | 1903 ME                  | 20 settembre 1903 | Maximilian Franz Joseph Cornelius Wolf            |
| 516 Amherstia    | 1903 MG                  | 20 settembre 1903 | Raymond Smith Dugan                               |
| 517 Edith        | 1903 MH                  | 22 settembre 1903 | Raymond Smith Dugan                               |
| 518 Halawe       | 1903 MO                  | 20 ottobre 1903   | Raymond Smith Dugan                               |
| 519 Sylvania     | 1903 MP                  | 20 ottobre 1903   | Raymond Smith Dugan                               |
| 520 Franziska    | 1903 MV                  | 27 ottobre 1903   | Maximilian Franz Joseph Cornelius Wolf, Paul Götz |
| 521 Brixia       | 1904 NB                  | 10 gennaio 1904   | Raymond Smith Dugan                               |
| 522 Helga        | 1904 NC                  | 10 gennaio 1904   | Maximilian Franz Joseph Cornelius Wolf            |
| 523 Ada          | 1904 ND                  | 27 gennaio 1904   | Raymond Smith Dugan                               |
| 524 Fidelio      | 1904 NN                  | 14 marzo 1904     | Maximilian Franz Joseph Cornelius Wolf            |
| 525 Adelaide     | 1908 EKa                 | 21 ottobre 1908   | Joel Hastings Metcalf                             |
| 526 Jena         | 1904 NQ                  | 14 marzo 1904     | Maximilian Franz Joseph Cornelius Wolf            |
| 527 Euryanthe    | 1904 NR                  | 20 marzo 1904     | Maximilian Franz Joseph Cornelius Wolf            |
| 528 Rezia        | 1904 NS                  | 20 marzo 1904     | Maximilian Franz Joseph Cornelius Wolf            |
| 529 Preziosa     | 1904 NT                  | 20 marzo 1904     | Maximilian Franz Joseph Cornelius Wolf            |
| 530 Turandot     | 1904 NV                  | 11 aprile 1904    | Maximilian Franz Joseph Cornelius Wolf            |
| 531 Zerlina      | 1904 NW                  | 12 aprile 1904    | Maximilian Franz Joseph Cornelius Wolf            |
| 532 Herculina    | 1904 NY                  | 20 aprile 1904    | Maximilian Franz Joseph Cornelius Wolf            |
| 533 Sara         | 1904 NZ                  | 19 aprile 1904    | Raymond Smith Dugan                               |
| 534 Nassovia     | 1904 OA                  | 19 aprile 1904    | Raymond Smith Dugan                               |
| 535 Montague     | 1904 OC                  | 7 maggio 1904     | Raymond Smith Dugan                               |
| 536 Merapi       | 1904 OF                  | 11 maggio 1904    | George Henry Peters                               |
| 537 Pauly        | 1904 OG                  | 7 luglio 1904     | Auguste Charlois                                  |
| 538 Friederike   | 1904 OK                  | 18 luglio 1904    | Paul Götz                                         |
| 539 Pamina       | 1904 OL                  | 2 agosto 1904     | Maximilian Franz Joseph Cornelius Wolf            |
| 540 Rosamunde    | 1904 ON                  | 3 agosto 1904     | Maximilian Franz Joseph Cornelius Wolf            |
| 541 Deborah      | 1904 OO                  | 4 agosto 1904     | Maximilian Franz Joseph Cornelius Wolf            |
| 542 Susanna      | 1904 OQ                  | 15 agosto 1904    | Paul Götz, August Kopff                           |
| 543 Charlotte    | 1904 OT                  | 11 settembre 1904 | Paul Götz                                         |
| 544 Jetta        | 1904 OU                  | 11 settembre 1904 | Paul Götz                                         |
| 545 Messalina    | 1904 OY                  | 3 ottobre 1904    | Paul Götz                                         |
| 546 Herodias     | 1904 PA                  | 10 ottobre 1904   | Paul Götz                                         |
| 547 Praxedis     | 1904 PB                  | 14 ottobre 1904   | Paul Götz                                         |
| 548 Kressida     | 1904 PC                  | 14 ottobre 1904   | Paul Götz                                         |
| 549 Jessonda     | 1904 PK                  | 15 novembre 1904  | Maximilian Franz Joseph Cornelius Wolf            |
| 550 Senta        | 1904 PL                  | 16 novembre 1904  | Maximilian Franz Joseph Cornelius Wolf            |
| 551 Ortrud       | 1904 PM                  | 16 novembre 1904  | Maximilian Franz Joseph Cornelius Wolf            |
| 552 Sigelinde    | 1904 PO                  | 14 dicembre 1904  | Maximilian Franz Joseph Cornelius Wolf            |
| 553 Kundry       | 1904 PP                  | 27 dicembre 1904  | Maximilian Franz Joseph Cornelius Wolf            |
| 554 Peraga       | 1905 PS                  | 8 gennaio 1905    | Paul Götz                                         |
| 555 Norma        | 1905 PT                  | 14 gennaio 1905   | Maximilian Franz Joseph Cornelius Wolf            |
| 556 Phyllis      | 1905 PW                  | 8 gennaio 1905    | Paul Götz                                         |
| 557 Violetta     | 1905 PY                  | 26 gennaio 1905   | Maximilian Franz Joseph Cornelius Wolf            |
| 558 Carmen       | 1905 QB                  | 9 febbraio 1905   | Maximilian Franz Joseph Cornelius Wolf            |
| 559 Nanon        | 1905 QD                  | 8 marzo 1905      | Maximilian Franz Joseph Cornelius Wolf            |
| 560 Delila       | 1905 QF                  | 13 marzo 1905     | Maximilian Franz Joseph Cornelius Wolf            |
| 561 Ingwelde     | 1905 QG                  | 26 marzo 1905     | Maximilian Franz Joseph Cornelius Wolf            |
| 562 Salome       | 1905 QH                  | 3 aprile 1905     | Maximilian Franz Joseph Cornelius Wolf            |
| 563 Suleika      | 1905 QK                  | 6 aprile 1905     | Paul Götz                                         |
| 564 Dudu         | 1905 QM                  | 9 maggio 1905     | Paul Götz                                         |
| 565 Marbachia    | 1905 QN                  | 9 maggio 1905     | Maximilian Franz Joseph Cornelius Wolf            |
| 566 Stereoskopia | 1905 QO                  | 28 maggio 1905    | Paul Götz                                         |
| 567 Eleutheria   | 1905 QP                  | 28 maggio 1905    | Paul Götz                                         |
| 568 Cheruskia    | 1905 QS                  | 26 luglio 1905    | Paul Götz                                         |
| 569 Misa         | 1905 QT                  | 27 luglio 1905    | Johann Palisa                                     |
| 570 Kythera      | 1905 QX                  | 30 luglio 1905    | Maximilian Franz Joseph Cornelius Wolf            |
| 571 Dulcinea     | 1905 QZ                  | 4 settembre 1905  | Paul Götz                                         |
| 572 Rebekka      | 1905 RB                  | 19 settembre 1905 | Paul Götz                                         |
| 573 Recha        | 1905 RC                  | 19 settembre 1905 | Maximilian Franz Joseph Cornelius Wolf            |
| 574 Reginhild    | 1905 RD                  | 19 settembre 1905 | Maximilian Franz Joseph Cornelius Wolf            |
| 575 Renate       | 1905 RE                  | 19 settembre 1905 | Maximilian Franz Joseph Cornelius Wolf            |
| 576 Emanuela     | 1905 RF                  | 22 settembre 1905 | Paul Götz                                         |
| 577 Rhea         | 1905 RH                  | 20 ottobre 1905   | Maximilian Franz Joseph Cornelius Wolf            |
| 578 Happelia     | 1905 RZ                  | 1 novembre 1905   | Maximilian Franz Joseph Cornelius Wolf            |
| 579 Sidonia      | 1905 SD                  | 3 novembre 1905   | August Kopff                                      |
| 580 Selene       | 1905 SE                  | 17 dicembre 1905  | Maximilian Franz Joseph Cornelius Wolf            |
| 581 Tauntonia    | 1905 SH                  | 24 dicembre 1905  | Joel Hastings Metcalf                             |
| 582 Olympia      | 1906 SO                  | 23 gennaio 1906   | August Kopff                                      |
| 583 Klotilde     | 1905 SP                  | 31 dicembre 1905  | Johann Palisa                                     |
| 584 Semiramis    | 1906 SY                  | 15 gennaio 1906   | August Kopff                                      |
| 585 Bilkis       | 1906 TA                  | 16 febbraio 1906  | August Kopff                                      |
| 586 Thekla       | 1906 TC                  | 21 febbraio 1906  | Maximilian Franz Joseph Cornelius Wolf            |
| 587 Hypsipyle    | 1906 TF                  | 22 febbraio 1906  | Maximilian Franz Joseph Cornelius Wolf            |
| 588 Achilles     | 1906 TG                  | 22 febbraio 1906  | Maximilian Franz Joseph Cornelius Wolf            |
| 589 Croatia      | 1906 TM                  | 3 marzo 1906      | August Kopff                                      |
| 590 Tomyris      | 1906 TO                  | 4 marzo 1906      | Maximilian Franz Joseph Cornelius Wolf            |
| 591 Irmgard      | 1906 TP                  | 14 marzo 1906     | August Kopff                                      |
| 592 Bathseba     | 1906 TS                  | 18 marzo 1906     | Maximilian Franz Joseph Cornelius Wolf            |
| 593 Titania      | 1906 TT                  | 20 marzo 1906     | August Kopff                                      |
| 594 Mireille     | 1906 TW                  | 27 marzo 1906     | Maximilian Franz Joseph Cornelius Wolf            |
| 595 Polyxena     | 1906 TZ                  | 27 marzo 1906     | August Kopff                                      |
| 596 Scheila      | 1906 UA                  | 21 febbraio 1906  | August Kopff                                      |
| 597 Bandusia     | 1906 UB                  | 16 aprile 1906    | Maximilian Franz Joseph Cornelius Wolf            |
| 598 Octavia      | 1906 UC                  | 13 aprile 1906    | Maximilian Franz Joseph Cornelius Wolf            |
| 599 Luisa        | 1906 UJ                  | 25 aprile 1906    | Joel Hastings Metcalf                             |
| 600 Musa         | 1906 UM                  | 14 giugno 1906    | Joel Hastings Metcalf                             |

## 601-700
| Nome             | Designazione provvisoria | Data di scoperta  | Scopritore                                           |
| ---------------- | ------------------------ | ----------------- | ---------------------------------------------------- |
| 601 Nerthus      | 1906 UN                  | 21 giugno 1906    | Maximilian Franz Joseph Cornelius Wolf               |
| 602 Marianna     | 1906 TE                  | 16 febbraio 1906  | Joel Hastings Metcalf                                |
| 603 Timandra     | 1906 TJ                  | 16 febbraio 1906  | Joel Hastings Metcalf                                |
| 604 Tekmessa     | 1906 TK                  | 16 febbraio 1906  | Joel Hastings Metcalf                                |
| 605 Juvisia      | 1906 UU                  | 27 agosto 1906    | Maximilian Franz Joseph Cornelius Wolf               |
| 606 Brangäne     | 1906 VB                  | 18 settembre 1906 | August Kopff                                         |
| 607 Jenny        | 1906 VC                  | 18 settembre 1906 | August Kopff                                         |
| 608 Adolfine     | 1906 VD                  | 18 settembre 1906 | August Kopff                                         |
| 609 Fulvia       | 1906 VF                  | 24 settembre 1906 | Maximilian Franz Joseph Cornelius Wolf               |
| 610 Valeska      | 1906 VK                  | 26 settembre 1906 | Maximilian Franz Joseph Cornelius Wolf               |
| 611 Valeria      | 1906 VL                  | 24 settembre 1906 | Joel Hastings Metcalf                                |
| 612 Veronika     | 1906 VN                  | 8 ottobre 1906    | August Kopff                                         |
| 613 Ginevra      | 1906 VP                  | 11 ottobre 1906   | August Kopff                                         |
| 614 Pia          | 1906 VQ                  | 11 ottobre 1906   | August Kopff                                         |
| 615 Roswitha     | 1906 VR                  | 11 ottobre 1906   | August Kopff                                         |
| 616 Elly         | 1906 VT                  | 17 ottobre 1906   | August Kopff                                         |
| 617 Patroclus    | 1906 VY                  | 17 ottobre 1906   | August Kopff                                         |
| 618 Elfriede     | 1906 VZ                  | 17 ottobre 1906   | K. Lohnert                                           |
| 619 Triberga     | 1906 WC                  | 22 ottobre 1906   | August Kopff                                         |
| 620 Drakonia     | 1906 WE                  | 26 ottobre 1906   | Joel Hastings Metcalf                                |
| 621 Werdandi     | 1906 WJ                  | 11 novembre 1906  | August Kopff                                         |
| 622 Esther       | 1906 WP                  | 13 novembre 1906  | Joel Hastings Metcalf                                |
| 623 Chimaera     | 1907 XJ                  | 22 gennaio 1907   | K. Lohnert                                           |
| 624 Hektor       | 1907 XM                  | 10 febbraio 1907  | August Kopff                                         |
| 625 Xenia        | 1907 XN                  | 11 febbraio 1907  | August Kopff                                         |
| 626 Notburga     | 1907 XO                  | 11 febbraio 1907  | August Kopff                                         |
| 627 Charis       | 1907 XS                  | 4 marzo 1907      | August Kopff                                         |
| 628 Christine    | 1907 XT                  | 7 marzo 1907      | August Kopff                                         |
| 629 Bernardina   | 1907 XU                  | 7 marzo 1907      | August Kopff                                         |
| 630 Euphemia     | 1907 XW                  | 7 marzo 1907      | August Kopff                                         |
| 631 Philippina   | 1907 YJ                  | 21 marzo 1907     | August Kopff                                         |
| 632 Pyrrha       | 1907 YX                  | 5 aprile 1907     | August Kopff                                         |
| 633 Zelima       | 1907 ZM                  | 12 maggio 1907    | August Kopff                                         |
| 634 Ute          | 1907 ZN                  | 12 maggio 1907    | August Kopff                                         |
| 635 Vundtia      | 1907 ZS                  | 9 giugno 1907     | K. Lohnert                                           |
| 636 Erika        | 1907 XP                  | 8 febbraio 1907   | Joel Hastings Metcalf                                |
| 637 Chrysothemis | 1907 YE                  | 11 marzo 1907     | Joel Hastings Metcalf                                |
| 638 Moira        | 1907 ZQ                  | 5 maggio 1907     | Joel Hastings Metcalf                                |
| 639 Latona       | 1907 ZT                  | 19 luglio 1907    | K. Lohnert                                           |
| 640 Brambilla    | 1907 ZW                  | 29 agosto 1907    | August Kopff                                         |
| 641 Agnes        | 1907 ZX                  | 8 settembre 1907  | Maximilian Franz Joseph Cornelius Wolf               |
| 642 Clara        | 1907 ZY                  | 8 settembre 1907  | Maximilian Franz Joseph Cornelius Wolf               |
| 643 Scheherezade | 1907 ZZ                  | 8 settembre 1907  | August Kopff                                         |
| 644 Cosima       | 1907 AA                  | 7 settembre 1907  | August Kopff                                         |
| 645 Agrippina    | 1907 AG                  | 13 settembre 1907 | Joel Hastings Metcalf                                |
| 646 Kastalia     | 1907 AC                  | 11 settembre 1907 | August Kopff                                         |
| 647 Adelgunde    | 1907 AD                  | 11 settembre 1907 | August Kopff                                         |
| 648 Pippa        | 1907 AE                  | 11 settembre 1907 | August Kopff                                         |
| 649 Josefa       | 1907 AF                  | 11 settembre 1907 | August Kopff                                         |
| 650 Amalasuntha  | 1907 AM                  | 4 ottobre 1907    | August Kopff                                         |
| 651 Antikleia    | 1907 AN                  | 4 ottobre 1907    | August Kopff                                         |
| 652 Jubilatrix   | 1907 AU                  | 4 novembre 1907   | Johann Palisa                                        |
| 653 Berenike     | 1907 BK                  | 27 novembre 1907  | Joel Hastings Metcalf                                |
| 654 Zelinda      | 1908 BM                  | 4 gennaio 1908    | August Kopff                                         |
| 655 Briseïs      | 1907 BF                  | 4 novembre 1907   | Joel Hastings Metcalf                                |
| 656 Beagle       | 1908 BU                  | 22 gennaio 1908   | August Kopff                                         |
| 657 Gunlöd       | 1908 BV                  | 23 gennaio 1908   | August Kopff                                         |
| 658 Asteria      | 1908 BW                  | 23 gennaio 1908   | August Kopff                                         |
| 659 Nestor       | 1908 CS                  | 23 marzo 1908     | Maximilian Franz Joseph Cornelius Wolf               |
| 660 Crescentia   | 1908 CC                  | 8 gennaio 1908    | Joel Hastings Metcalf                                |
| 661 Cloelia      | 1908 CL                  | 22 febbraio 1908  | Joel Hastings Metcalf                                |
| 662 Newtonia     | 1908 CW                  | 30 marzo 1908     | Joel Hastings Metcalf                                |
| 663 Gerlinde     | 1908 DG                  | 24 giugno 1908    | August Kopff                                         |
| 664 Judith       | 1908 DH                  | 24 giugno 1908    | August Kopff                                         |
| 665 Sabine       | 1908 DK                  | 22 luglio 1908    | Karl Wilhelm Lorenz                                  |
| 666 Desdemona    | 1908 DM                  | 23 luglio 1908    | August Kopff                                         |
| 667 Denise       | 1908 DN                  | 23 luglio 1908    | August Kopff                                         |
| 668 Dora         | 1908 DO                  | 27 luglio 1908    | August Kopff                                         |
| 669 Kypria       | 1908 DQ                  | 20 agosto 1908    | August Kopff                                         |
| 670 Ottegebe     | 1908 DR                  | 20 agosto 1908    | August Kopff                                         |
| 671 Carnegia     | 1908 DV                  | 21 settembre 1908 | Johann Palisa                                        |
| 672 Astarte      | 1908 DY                  | 21 settembre 1908 | August Kopff                                         |
| 673 Edda         | 1908 EA                  | 20 settembre 1908 | Joel Hastings Metcalf                                |
| 674 Rachele      | 1908 EP                  | 28 ottobre 1908   | Karl Wilhelm Lorenz                                  |
| 675 Ludmilla     | 1908 DU                  | 30 agosto 1908    | Joel Hastings Metcalf                                |
| 676 Melitta      | 1909 FN                  | 16 gennaio 1909   | Philibert Jacques Melotte                            |
| 677 Aaltje       | 1909 FR                  | 18 gennaio 1909   | August Kopff                                         |
| 678 Fredegundis  | 1909 FS                  | 22 gennaio 1909   | Karl Wilhelm Lorenz                                  |
| 679 Pax          | 1909 FY                  | 28 gennaio 1909   | August Kopff                                         |
| 680 Genoveva     | 1909 GW                  | 22 aprile 1909    | August Kopff                                         |
| 681 Gorgo        | 1909 GZ                  | 13 maggio 1909    | August Kopff                                         |
| 682 Hagar        | 1909 HA                  | 17 giugno 1909    | August Kopff                                         |
| 683 Lanzia       | 1909 HC                  | 23 luglio 1909    | Maximilian Franz Joseph Cornelius Wolf               |
| 684 Hildburg     | 1909 HD                  | 8 agosto 1909     | August Kopff                                         |
| 685 Hermia       | 1909 HE                  | 12 agosto 1909    | Karl Wilhelm Lorenz                                  |
| 686 Gersuind     | 1909 HF                  | 15 agosto 1909    | August Kopff                                         |
| 687 Tinette      | 1909 HG                  | 16 agosto 1909    | Johann Palisa                                        |
| 688 Melanie      | 1909 HH                  | 25 agosto 1909    | Johann Palisa                                        |
| 689 Zita         | 1909 HJ                  | 12 settembre 1909 | Johann Palisa                                        |
| 690 Wratislavia  | 1909 HZ                  | 16 ottobre 1909   | Joel Hastings Metcalf                                |
| 691 Lehigh       | 1909 JG                  | 11 dicembre 1909  | Joel Hastings Metcalf                                |
| 692 Hippodamia   | 1901 HD                  | 5 novembre 1901   | Maximilian Franz Joseph Cornelius Wolf, August Kopff |
| 693 Zerbinetta   | 1909 HN                  | 21 settembre 1909 | August Kopff                                         |
| 694 Ekard        | 1909 JA                  | 7 novembre 1909   | Joel Hastings Metcalf                                |
| 695 Bella        | 1909 JB                  | 7 novembre 1909   | Joel Hastings Metcalf                                |
| 696 Leonora      | 1910 JJ                  | 10 gennaio 1910   | Joel Hastings Metcalf                                |
| 697 Galilea      | 1910 JO                  | 14 febbraio 1910  | Joseph Helffrich                                     |
| 698 Ernestina    | 1910 JX                  | 5 marzo 1910      | Joseph Helffrich                                     |
| 699 Hela         | 1910 KD                  | 5 giugno 1910     | Joseph Helffrich                                     |
| 700 Auravictrix  | 1910 KE                  | 5 giugno 1910     | Joseph Helffrich                                     |

## 701-800
| Nome            | Designazione provvisoria | Data di scoperta  | Scopritore                             |
| --------------- | ------------------------ | ----------------- | -------------------------------------- |
| 701 Oriola      | 1910 KN                  | 12 luglio 1910    | Joseph Helffrich                       |
| 702 Alauda      | 1910 KQ                  | 16 luglio 1910    | Joseph Helffrich                       |
| 703 Noëmi       | 1910 KT                  | 3 ottobre 1910    | Johann Palisa                          |
| 704 Interamnia  | 1910 KU                  | 2 ottobre 1910    | Vincenzo Cerulli                       |
| 705 Erminia     | 1910 KV                  | 6 ottobre 1910    | Emil Ernst                             |
| 706 Hirundo     | 1910 KX                  | 9 ottobre 1910    | Joseph Helffrich                       |
| 707 Stëina      | 1910 LD                  | 22 dicembre 1910  | Maximilian Franz Joseph Cornelius Wolf |
| 708 Raphaela    | 1911 LJ                  | 3 febbraio 1911   | Joseph Helffrich                       |
| 709 Fringilla   | 1911 LK                  | 3 febbraio 1911   | Joseph Helffrich                       |
| 710 Gertrud     | 1911 LM                  | 28 febbraio 1911  | Johann Palisa                          |
| 711 Marmulla    | 1911 LN                  | 1 marzo 1911      | Johann Palisa                          |
| 712 Boliviana   | 1911 LO                  | 19 marzo 1911     | Maximilian Franz Joseph Cornelius Wolf |
| 713 Luscinia    | 1911 LS                  | 18 aprile 1911    | Joseph Helffrich                       |
| 714 Ulula       | 1911 LW                  | 18 maggio 1911    | Joseph Helffrich                       |
| 715 Transvaalia | 1911 LX                  | 22 aprile 1911    | Harry Edwin Wood                       |
| 716 Berkeley    | 1911 MD                  | 30 luglio 1911    | Johann Palisa                          |
| 717 Wisibada    | 1911 MJ                  | 26 agosto 1911    | Franz Kaiser                           |
| 718 Erida       | 1911 MS                  | 29 settembre 1911 | Johann Palisa                          |
| 719 Albert      | 1911 MT                  | 3 ottobre 1911    | Johann Palisa                          |
| 720 Bohlinia    | 1911 MW                  | 18 ottobre 1911   | Franz Kaiser                           |
| 721 Tabora      | 1911 MZ                  | 18 ottobre 1911   | Franz Kaiser                           |
| 722 Frieda      | 1911 NA                  | 18 ottobre 1911   | Johann Palisa                          |
| 723 Hammonia    | 1911 NB                  | 21 ottobre 1911   | Johann Palisa                          |
| 724 Hapag       | 1911 NC                  | 21 ottobre 1911   | Johann Palisa                          |
| 725 Amanda      | 1911 ND                  | 21 ottobre 1911   | Johann Palisa                          |
| 726 Joëlla      | 1911 NM                  | 22 novembre 1911  | Joel Hastings Metcalf                  |
| 727 Nipponia    | 1912 NT                  | 11 febbraio 1912  | Adam Massinger                         |
| 728 Leonisis    | 1912 NU                  | 16 febbraio 1912  | Johann Palisa                          |
| 729 Watsonia    | 1912 OD                  | 9 febbraio 1912   | Joel Hastings Metcalf                  |
| 730 Athanasia   | 1912 OK                  | 10 aprile 1912    | Johann Palisa                          |
| 731 Sorga       | 1912 OQ                  | 15 aprile 1912    | Adam Massinger                         |
| 732 Tjilaki     | 1912 OR                  | 15 aprile 1912    | Adam Massinger                         |
| 733 Mocia       | 1912 PF                  | 16 settembre 1912 | Maximilian Franz Joseph Cornelius Wolf |
| 734 Benda       | 1912 PH                  | 11 ottobre 1912   | Johann Palisa                          |
| 735 Marghanna   | 1912 PY                  | 9 dicembre 1912   | Heinrich Vogt                          |
| 736 Harvard     | 1912 PZ                  | 16 novembre 1912  | Joel Hastings Metcalf                  |
| 737 Arequipa    | 1912 QB                  | 7 dicembre 1912   | Joel Hastings Metcalf                  |
| 738 Alagasta    | 1913 QO                  | 7 gennaio 1913    | Franz Kaiser                           |
| 739 Mandeville  | 1913 QR                  | 7 febbraio 1913   | Joel Hastings Metcalf                  |
| 740 Cantabia    | 1913 QS                  | 10 febbraio 1913  | Joel Hastings Metcalf                  |
| 741 Botolphia   | 1913 QT                  | 10 febbraio 1913  | Joel Hastings Metcalf                  |
| 742 Edisona     | 1913 QU                  | 23 febbraio 1913  | Franz Kaiser                           |
| 743 Eugenisis   | 1913 QV                  | 25 febbraio 1913  | Franz Kaiser                           |
| 744 Aguntina    | 1913 QW                  | 26 febbraio 1913  | Joseph Rheden                          |
| 745 Mauritia    | 1913 QX                  | 1 marzo 1913      | Franz Kaiser                           |
| 746 Marlu       | 1913 QY                  | 1 marzo 1913      | Franz Kaiser                           |
| 747 Winchester  | 1913 QZ                  | 7 marzo 1913      | Joel Hastings Metcalf                  |
| 748 Simeïsa     | 1913 RD                  | 14 marzo 1913     | Grigoriy N. Neujmin                    |
| 749 Malzovia    | 1913 RF                  | 5 aprile 1913     | Sergei Ivanovich Beljawsky             |
| 750 Oskar       | 1913 RG                  | 28 aprile 1913    | Johann Palisa                          |
| 751 Faïna       | 1913 RK                  | 28 aprile 1913    | Grigoriy N. Neujmin                    |
| 752 Sulamitis   | 1913 RL                  | 30 aprile 1913    | Grigoriy N. Neujmin                    |
| 753 Tiflis      | 1913 RM                  | 30 aprile 1913    | Grigoriy N. Neujmin                    |
| 754 Malabar     | 1906 UT                  | 22 agosto 1906    | August Kopff                           |
| 755 Quintilla   | 1908 CZ                  | 6 aprile 1908     | Joel Hastings Metcalf                  |
| 756 Lilliana    | 1908 DC                  | 26 aprile 1908    | Joel Hastings Metcalf                  |
| 757 Portlandia  | 1908 EJ                  | 30 settembre 1908 | Joel Hastings Metcalf                  |
| 758 Mancunia    | 1912 PE                  | 18 maggio 1912    | Harry Edwin Wood                       |
| 759 Vinifera    | 1913 SJ                  | 26 agosto 1913    | Franz Kaiser                           |
| 760 Massinga    | 1913 SL                  | 28 agosto 1913    | Franz Kaiser                           |
| 761 Brendelia   | 1913 SO                  | 8 settembre 1913  | Franz Kaiser                           |
| 762 Pulcova     | 1913 SQ                  | 3 settembre 1913  | Grigoriy N. Neujmin                    |
| 763 Cupido      | 1913 ST                  | 25 settembre 1913 | Franz Kaiser                           |
| 764 Gedania     | 1913 SU                  | 26 settembre 1913 | Franz Kaiser                           |
| 765 Mattiaca    | 1913 SV                  | 26 settembre 1913 | Franz Kaiser                           |
| 766 Moguntia    | 1913 SW                  | 29 settembre 1913 | Franz Kaiser                           |
| 767 Bondia      | 1913 SX                  | 23 settembre 1913 | Joel Hastings Metcalf                  |
| 768 Struveana   | 1913 SZ                  | 4 ottobre 1913    | Grigoriy N. Neujmin                    |
| 769 Tatjana     | 1913 TA                  | 6 ottobre 1913    | Grigoriy N. Neujmin                    |
| 770 Bali        | 1913 TE                  | 31 ottobre 1913   | Adam Massinger                         |
| 771 Libera      | 1913 TO                  | 21 novembre 1913  | Joseph Rheden                          |
| 772 Tanete      | 1913 TR                  | 19 dicembre 1913  | Adam Massinger                         |
| 773 Irmintraud  | 1913 TV                  | 22 dicembre 1913  | Franz Kaiser                           |
| 774 Armor       | 1913 TW                  | 19 dicembre 1913  | Charles le Morvan                      |
| 775 Lumière     | 1914 TX                  | 6 gennaio 1914    | Joanny-Philippe Lagrula                |
| 776 Berbericia  | 1914 TY                  | 24 gennaio 1914   | Adam Massinger                         |
| 777 Gutemberga  | 1914 TZ                  | 24 gennaio 1914   | Franz Kaiser                           |
| 778 Theobalda   | 1914 UA                  | 25 gennaio 1914   | Franz Kaiser                           |
| 779 Nina        | 1914 UB                  | 25 gennaio 1914   | Grigoriy N. Neujmin                    |
| 780 Armenia     | 1914 UC                  | 25 gennaio 1914   | Grigoriy N. Neujmin                    |
| 781 Kartvelia   | 1914 UF                  | 25 gennaio 1914   | Grigoriy N. Neujmin                    |
| 782 Montefiore  | 1914 UK                  | 18 marzo 1914     | Johann Palisa                          |
| 783 Nora        | 1914 UL                  | 18 marzo 1914     | Johann Palisa                          |
| 784 Pickeringia | 1914 UM                  | 20 marzo 1914     | Joel Hastings Metcalf                  |
| 785 Zwetana     | 1914 UN                  | 30 marzo 1914     | Adam Massinger                         |
| 786 Bredichina  | 1914 UO                  | 20 aprile 1914    | Franz Kaiser                           |
| 787 Moskva      | 1914 UQ                  | 20 aprile 1914    | Grigoriy N. Neujmin                    |
| 788 Hohensteina | 1914 UR                  | 28 aprile 1914    | Franz Kaiser                           |
| 789 Lena        | 1914 UU                  | 24 giugno 1914    | Grigoriy N. Neujmin                    |
| 790 Pretoria    | 1912 NW                  | 16 gennaio 1912   | Harry Edwin Wood                       |
| 791 Ani         | 1914 UV                  | 29 giugno 1914    | Grigoriy N. Neujmin                    |
| 792 Metcalfia   | 1907 ZC                  | 20 marzo 1907     | Joel Hastings Metcalf                  |
| 793 Arizona     | 1907 ZD                  | 9 aprile 1907     | Percival Lowell                        |
| 794 Irenaea     | 1914 VB                  | 27 agosto 1914    | Johann Palisa                          |
| 795 Fini        | 1914 VE                  | 26 settembre 1914 | Johann Palisa                          |
| 796 Sarita      | 1914 VH                  | 15 ottobre 1914   | Karl Wilhelm Reinmuth                  |
| 797 Montana     | 1914 VR                  | 17 novembre 1914  | Holger Thiele                          |
| 798 Ruth        | 1914 VT                  | 21 novembre 1914  | Maximilian Franz Joseph Cornelius Wolf |
| 799 Gudula      | 1915 WO                  | 9 marzo 1915      | Karl Wilhelm Reinmuth                  |
| 800 Kressmannia | 1915 WP                  | 20 marzo 1915     | Maximilian Franz Joseph Cornelius Wolf |

## 801-900
| Nome               | Designazione provvisoria | Data di scoperta  | Scopritore                             |
| ------------------ | ------------------------ | ----------------- | -------------------------------------- |
| 801 Helwerthia     | 1915 WQ                  | 20 marzo 1915     | Maximilian Franz Joseph Cornelius Wolf |
| 802 Epyaxa         | 1915 WR                  | 20 marzo 1915     | Maximilian Franz Joseph Cornelius Wolf |
| 803 Picka          | 1915 WS                  | 21 marzo 1915     | Johann Palisa                          |
| 804 Hispania       | 1915 WT                  | 20 marzo 1915     | Josep Comas Solá                       |
| 805 Hormuthia      | 1915 WW                  | 17 aprile 1915    | Maximilian Franz Joseph Cornelius Wolf |
| 806 Gyldénia       | 1915 WX                  | 18 aprile 1915    | Maximilian Franz Joseph Cornelius Wolf |
| 807 Ceraskia       | 1915 WY                  | 18 aprile 1915    | Maximilian Franz Joseph Cornelius Wolf |
| 808 Merxia         | 1901 GY                  | 11 ottobre 1901   | Luigi Carnera                          |
| 809 Lundia         | 1915 XP                  | 11 agosto 1915    | Maximilian Franz Joseph Cornelius Wolf |
| 810 Atossa         | 1915 XQ                  | 8 settembre 1915  | Maximilian Franz Joseph Cornelius Wolf |
| 811 Nauheima       | 1915 XR                  | 8 settembre 1915  | Maximilian Franz Joseph Cornelius Wolf |
| 812 Adele          | 1915 XV                  | 8 settembre 1915  | Sergei Ivanovich Beljawsky             |
| 813 Baumeia        | 1915 YR                  | 28 novembre 1915  | Maximilian Franz Joseph Cornelius Wolf |
| 814 Tauris         | 1916 YT                  | 2 gennaio 1916    | Grigoriy N. Neujmin                    |
| 815 Coppelia       | 1916 YU                  | 2 febbraio 1916   | Maximilian Franz Joseph Cornelius Wolf |
| 816 Juliana        | 1916 YV                  | 8 febbraio 1916   | Maximilian Franz Joseph Cornelius Wolf |
| 817 Annika         | 1916 YW                  | 6 febbraio 1916   | Maximilian Franz Joseph Cornelius Wolf |
| 818 Kapteynia      | 1916 YZ                  | 21 febbraio 1916  | Maximilian Franz Joseph Cornelius Wolf |
| 819 Barnardiana    | 1916 ZA                  | 3 marzo 1916      | Maximilian Franz Joseph Cornelius Wolf |
| 820 Adriana        | 1916 ZB                  | 30 marzo 1916     | Maximilian Franz Joseph Cornelius Wolf |
| 821 Fanny          | 1916 ZC                  | 31 marzo 1916     | Maximilian Franz Joseph Cornelius Wolf |
| 822 Lalage         | 1916 ZD                  | 31 marzo 1916     | Maximilian Franz Joseph Cornelius Wolf |
| 823 Sisigambis     | 1916 ZG                  | 31 marzo 1916     | Maximilian Franz Joseph Cornelius Wolf |
| 824 Anastasia      | 1916 ZH                  | 25 marzo 1916     | Grigoriy N. Neujmin                    |
| 825 Tanina         | 1916 ZL                  | 27 marzo 1916     | Grigoriy N. Neujmin                    |
| 826 Henrika        | 1916 ZO                  | 28 aprile 1916    | Maximilian Franz Joseph Cornelius Wolf |
| 827 Wolfiana       | 1916 ZW                  | 29 agosto 1916    | Johann Palisa                          |
| 828 Lindemannia    | 1916 ZX                  | 29 agosto 1916    | Johann Palisa                          |
| 829 Academia       | 1916 ZY                  | 25 agosto 1916    | Grigoriy N. Neujmin                    |
| 830 Petropolitana  | 1916 ZZ                  | 25 agosto 1916    | Grigoriy N. Neujmin                    |
| 831 Stateira       | 1916 AA                  | 20 settembre 1916 | Maximilian Franz Joseph Cornelius Wolf |
| 832 Karin          | 1916 AB                  | 20 settembre 1916 | Maximilian Franz Joseph Cornelius Wolf |
| 833 Monica         | 1916 AC                  | 20 settembre 1916 | Maximilian Franz Joseph Cornelius Wolf |
| 834 Burnhamia      | 1916 AD                  | 20 settembre 1916 | Maximilian Franz Joseph Cornelius Wolf |
| 835 Olivia         | 1916 AE                  | 23 settembre 1916 | Maximilian Franz Joseph Cornelius Wolf |
| 836 Jole           | 1916 AF                  | 23 settembre 1916 | Maximilian Franz Joseph Cornelius Wolf |
| 837 Schwarzschilda | 1916 AG                  | 23 settembre 1916 | Maximilian Franz Joseph Cornelius Wolf |
| 838 Seraphina      | 1916 AH                  | 24 settembre 1916 | Maximilian Franz Joseph Cornelius Wolf |
| 839 Valborg        | 1916 AJ                  | 24 settembre 1916 | Maximilian Franz Joseph Cornelius Wolf |
| 840 Zenobia        | 1916 AK                  | 25 settembre 1916 | Maximilian Franz Joseph Cornelius Wolf |
| 841 Arabella       | 1916 AL                  | 1 ottobre 1916    | Maximilian Franz Joseph Cornelius Wolf |
| 842 Kerstin        | 1916 AM                  | 1 ottobre 1916    | Maximilian Franz Joseph Cornelius Wolf |
| 843 Nicolaia       | 1916 AN                  | 30 settembre 1916 | Holger Thiele                          |
| 844 Leontina       | 1916 AP                  | 1 ottobre 1916    | Joseph Rheden                          |
| 845 Naëma          | 1916 AS                  | 16 novembre 1916  | Maximilian Franz Joseph Cornelius Wolf |
| 846 Lipperta       | 1916 AT                  | 26 novembre 1916  | K. Gyllenberg                          |
| 847 Agnia          | 1915 XX                  | 2 settembre 1915  | Grigoriy N. Neujmin                    |
| 848 Inna           | 1915 XS                  | 5 settembre 1915  | Grigoriy N. Neujmin                    |
| 849 Ara            | 1912 NY                  | 9 febbraio 1912   | Sergei Ivanovich Beljawsky             |
| 850 Altona         | 1916 S24                 | 27 marzo 1916     | Sergei Ivanovich Beljawsky             |
| 851 Zeissia        | 1916 S26                 | 2 aprile 1916     | Sergei Ivanovich Beljawsky             |
| 852 Wladilena      | 1916 S27                 | 2 aprile 1916     | Sergei Ivanovich Beljawsky             |
| 853 Nansenia       | 1916 S28                 | 2 aprile 1916     | Sergei Ivanovich Beljawsky             |
| 854 Frostia        | 1916 S29                 | 3 aprile 1916     | Sergei Ivanovich Beljawsky             |
| 855 Newcombia      | 1916 ZP                  | 3 aprile 1916     | Sergei Ivanovich Beljawsky             |
| 856 Backlunda      | 1916 S30                 | 3 aprile 1916     | Sergei Ivanovich Beljawsky             |
| 857 Glasenappia    | 1916 S33                 | 6 aprile 1916     | Sergei Ivanovich Beljawsky             |
| 858 El Djezaïr     | 1916 a                   | 26 maggio 1916    | Frédéric Sy                            |
| 859 Bouzaréah      | 1916 c                   | 2 ottobre 1916    | Frédéric Sy                            |
| 860 Ursina         | 1917 BD                  | 22 gennaio 1917   | Maximilian Franz Joseph Cornelius Wolf |
| 861 Aïda           | 1917 BE                  | 22 gennaio 1917   | Maximilian Franz Joseph Cornelius Wolf |
| 862 Franzia        | 1917 BF                  | 28 gennaio 1917   | Maximilian Franz Joseph Cornelius Wolf |
| 863 Benkoela       | 1917 BH                  | 9 febbraio 1917   | Maximilian Franz Joseph Cornelius Wolf |
| 864 Aase           | A921 SB                  | 30 settembre 1921 | Karl Wilhelm Reinmuth                  |
| 865 Zubaida        | 1917 BO                  | 15 febbraio 1917  | Maximilian Franz Joseph Cornelius Wolf |
| 866 Fatme          | 1917 BQ                  | 25 febbraio 1917  | Maximilian Franz Joseph Cornelius Wolf |
| 867 Kovacia        | 1917 BS                  | 25 febbraio 1917  | Johann Palisa                          |
| 868 Lova           | 1917 BU                  | 26 aprile 1917    | Maximilian Franz Joseph Cornelius Wolf |
| 869 Mellena        | 1917 BV                  | 9 maggio 1917     | Richard Reinhard Emil Schorr           |
| 870 Manto          | 1917 BX                  | 12 maggio 1917    | Maximilian Franz Joseph Cornelius Wolf |
| 871 Amneris        | 1917 BY                  | 14 maggio 1917    | Maximilian Franz Joseph Cornelius Wolf |
| 872 Holda          | 1917 BZ                  | 21 maggio 1917    | Maximilian Franz Joseph Cornelius Wolf |
| 873 Mechthild      | 1917 CA                  | 21 maggio 1917    | Maximilian Franz Joseph Cornelius Wolf |
| 874 Rotraut        | 1917 CC                  | 25 maggio 1917    | Maximilian Franz Joseph Cornelius Wolf |
| 875 Nymphe         | 1917 CF                  | 19 maggio 1917    | Maximilian Franz Joseph Cornelius Wolf |
| 876 Scott          | 1917 CH                  | 20 giugno 1917    | Johann Palisa                          |
| 877 Walküre        | 1915 S7                  | 13 settembre 1915 | Grigoriy N. Neujmin                    |
| 878 Mildred        | 1916 f                   | 6 settembre 1916  | Seth Barnes Nicholson                  |
| 879 Ricarda        | 1917 CJ                  | 22 luglio 1917    | Maximilian Franz Joseph Cornelius Wolf |
| 880 Herba          | 1917 CK                  | 22 luglio 1917    | Maximilian Franz Joseph Cornelius Wolf |
| 881 Athene         | 1917 CL                  | 22 luglio 1917    | Maximilian Franz Joseph Cornelius Wolf |
| 882 Swetlana       | 1917 CM                  | 15 agosto 1917    | Grigoriy N. Neujmin                    |
| 883 Matterania     | 1917 CP                  | 14 settembre 1917 | Maximilian Franz Joseph Cornelius Wolf |
| 884 Priamus        | 1917 CQ                  | 22 settembre 1917 | Maximilian Franz Joseph Cornelius Wolf |
| 885 Ulrike         | 1917 CX                  | 23 settembre 1917 | Sergei Ivanovich Beljawsky             |
| 886 Washingtonia   | 1917 b                   | 16 novembre 1917  | George Henry Peters                    |
| 887 Alinda         | 1918 DB                  | 3 gennaio 1918    | Maximilian Franz Joseph Cornelius Wolf |
| 888 Parysatis      | 1918 DC                  | 2 febbraio 1918   | Maximilian Franz Joseph Cornelius Wolf |
| 889 Erynia         | 1918 DG                  | 5 marzo 1918      | Maximilian Franz Joseph Cornelius Wolf |
| 890 Waltraut       | 1918 DK                  | 11 marzo 1918     | Maximilian Franz Joseph Cornelius Wolf |
| 891 Gunhild        | 1918 DQ                  | 17 maggio 1918    | Maximilian Franz Joseph Cornelius Wolf |
| 892 Seeligeria     | 1918 DR                  | 31 maggio 1918    | Maximilian Franz Joseph Cornelius Wolf |
| 893 Leopoldina     | 1918 DS                  | 31 maggio 1918    | Maximilian Franz Joseph Cornelius Wolf |
| 894 Erda           | 1918 DT                  | 4 giugno 1918     | Maximilian Franz Joseph Cornelius Wolf |
| 895 Helio          | 1918 DU                  | 11 luglio 1918    | Maximilian Franz Joseph Cornelius Wolf |
| 896 Sphinx         | 1918 DV                  | 1 agosto 1918     | Maximilian Franz Joseph Cornelius Wolf |
| 897 Lysistrata     | 1918 DZ                  | 3 agosto 1918     | Maximilian Franz Joseph Cornelius Wolf |
| 898 Hildegard      | 1918 EA                  | 3 agosto 1918     | Maximilian Franz Joseph Cornelius Wolf |
| 899 Jokaste        | 1918 EB                  | 3 agosto 1918     | Maximilian Franz Joseph Cornelius Wolf |
| 900 Rosalinde      | 1918 EC                  | 10 agosto 1918    | Maximilian Franz Joseph Cornelius Wolf |

## 901-1000
| Nome              | Designazione provvisoria | Data di scoperta  | Scopritore                             |
| ----------------- | ------------------------ | ----------------- | -------------------------------------- |
| 901 Brunsia       | 1918 EE                  | 30 agosto 1918    | Maximilian Franz Joseph Cornelius Wolf |
| 902 Probitas      | 1918 EJ                  | 3 settembre 1918  | Johann Palisa                          |
| 903 Nealley       | 1918 EM                  | 13 settembre 1918 | Johann Palisa                          |
| 904 Rockefellia   | 1918 EO                  | 29 ottobre 1918   | Maximilian Franz Joseph Cornelius Wolf |
| 905 Universitas   | 1918 ES                  | 30 ottobre 1918   | Friedrich Karl Arnold Schwassmann      |
| 906 Repsolda      | 1918 ET                  | 30 ottobre 1918   | Friedrich Karl Arnold Schwassmann      |
| 907 Rhoda         | 1918 EU                  | 12 novembre 1918  | Maximilian Franz Joseph Cornelius Wolf |
| 908 Buda          | 1918 EX                  | 30 novembre 1918  | Maximilian Franz Joseph Cornelius Wolf |
| 909 Ulla          | 1919 FA                  | 7 febbraio 1919   | Karl Wilhelm Reinmuth                  |
| 910 Anneliese     | 1919 FB                  | 1 marzo 1919      | Karl Wilhelm Reinmuth                  |
| 911 Agamemnon     | 1919 FD                  | 19 marzo 1919     | Karl Wilhelm Reinmuth                  |
| 912 Maritima      | 1919 FJ                  | 27 aprile 1919    | Friedrich Karl Arnold Schwassmann      |
| 913 Otila         | 1919 FL                  | 19 maggio 1919    | Karl Wilhelm Reinmuth                  |
| 914 Palisana      | 1919 FN                  | 4 luglio 1919     | Maximilian Franz Joseph Cornelius Wolf |
| 915 Cosette       | 1918 b                   | 14 dicembre 1918  | François Gonnessiat                    |
| 916 America       | 1915 S1                  | 7 agosto 1915     | Grigoriy N. Neujmin                    |
| 917 Lyka          | 1915 S4                  | 5 settembre 1915  | Grigoriy N. Neujmin                    |
| 918 Itha          | 1919 FR                  | 22 agosto 1919    | Karl Wilhelm Reinmuth                  |
| 919 Ilsebill      | 1918 EQ                  | 30 ottobre 1918   | Maximilian Franz Joseph Cornelius Wolf |
| 920 Rogeria       | 1919 FT                  | 1 settembre 1919  | Karl Wilhelm Reinmuth                  |
| 921 Jovita        | 1919 FV                  | 4 settembre 1919  | Karl Wilhelm Reinmuth                  |
| 922 Schlutia      | 1919 FW                  | 18 settembre 1919 | Karl Wilhelm Reinmuth                  |
| 923 Herluga       | 1919 GB                  | 30 settembre 1919 | Karl Wilhelm Reinmuth                  |
| 924 Toni          | 1919 GC                  | 20 ottobre 1919   | Karl Wilhelm Reinmuth                  |
| 925 Alphonsina    | 1920 GM                  | 13 gennaio 1920   | Josep Comas Solá                       |
| 926 Imhilde       | 1920 GN                  | 15 febbraio 1920  | Karl Wilhelm Reinmuth                  |
| 927 Ratisbona     | 1920 GO                  | 16 febbraio 1920  | Maximilian Franz Joseph Cornelius Wolf |
| 928 Hildrun       | 1920 GP                  | 23 febbraio 1920  | Karl Wilhelm Reinmuth                  |
| 929 Algunde       | 1920 GR                  | 10 marzo 1920     | Karl Wilhelm Reinmuth                  |
| 930 Westphalia    | 1920 GS                  | 10 marzo 1920     | Walter Baade                           |
| 931 Whittemora    | 1920 GU                  | 19 marzo 1920     | François Gonnessiat                    |
| 932 Hooveria      | 1920 GV                  | 23 marzo 1920     | Johann Palisa                          |
| 933 Susi          | 1927 CH                  | 10 febbraio 1927  | Karl Wilhelm Reinmuth                  |
| 934 Thüringia     | 1920 HK                  | 15 agosto 1920    | Walter Baade                           |
| 935 Clivia        | 1920 HM                  | 7 settembre 1920  | Karl Wilhelm Reinmuth                  |
| 936 Kunigunde     | 1920 HN                  | 8 settembre 1920  | Karl Wilhelm Reinmuth                  |
| 937 Bethgea       | 1920 HO                  | 12 settembre 1920 | Karl Wilhelm Reinmuth                  |
| 938 Chlosinde     | 1920 HQ                  | 9 settembre 1920  | Karl Wilhelm Reinmuth                  |
| 939 Isberga       | 1920 HR                  | 4 ottobre 1920    | Karl Wilhelm Reinmuth                  |
| 940 Kordula       | 1920 HT                  | 10 ottobre 1920   | Karl Wilhelm Reinmuth                  |
| 941 Murray        | 1920 HV                  | 10 ottobre 1920   | Johann Palisa                          |
| 942 Romilda       | 1920 HW                  | 11 ottobre 1920   | Karl Wilhelm Reinmuth                  |
| 943 Begonia       | 1920 HX                  | 20 ottobre 1920   | Karl Wilhelm Reinmuth                  |
| 944 Hidalgo       | 1920 HZ                  | 31 ottobre 1920   | Walter Baade                           |
| 945 Barcelona     | 1921 JB                  | 3 febbraio 1921   | Josep Comas Solá                       |
| 946 Poësia        | 1921 JC                  | 11 febbraio 1921  | Maximilian Franz Joseph Cornelius Wolf |
| 947 Monterosa     | 1921 JD                  | 8 febbraio 1921   | Friedrich Karl Arnold Schwassmann      |
| 948 Jucunda       | 1921 JE                  | 3 marzo 1921      | Karl Wilhelm Reinmuth                  |
| 949 Hel           | 1921 JK                  | 11 marzo 1921     | Maximilian Franz Joseph Cornelius Wolf |
| 950 Ahrensa       | 1921 JP                  | 1 aprile 1921     | Karl Wilhelm Reinmuth                  |
| 951 Gaspra        | 1916 S45                 | 30 luglio 1916    | Grigoriy N. Neujmin                    |
| 952 Caia          | 1916 S61                 | 27 ottobre 1916   | Grigoriy N. Neujmin                    |
| 953 Painleva      | 1921 JT                  | 29 aprile 1921    | Veniamin Pavlovič Žechovskij           |
| 954 Li            | 1921 JU                  | 4 agosto 1921     | Karl Wilhelm Reinmuth                  |
| 955 Alstede       | 1921 JV                  | 5 agosto 1921     | Karl Wilhelm Reinmuth                  |
| 956 Elisa         | 1921 JW                  | 8 agosto 1921     | Karl Wilhelm Reinmuth                  |
| 957 Camelia       | 1921 JX                  | 7 settembre 1921  | Karl Wilhelm Reinmuth                  |
| 958 Asplinda      | 1921 KC                  | 28 settembre 1921 | Karl Wilhelm Reinmuth                  |
| 959 Arne          | 1921 KF                  | 30 settembre 1921 | Karl Wilhelm Reinmuth                  |
| 960 Birgit        | 1921 KH                  | 1 ottobre 1921    | Karl Wilhelm Reinmuth                  |
| 961 Gunnie        | 1921 KM                  | 10 ottobre 1921   | Karl Wilhelm Reinmuth                  |
| 962 Aslög         | 1921 KP                  | 25 ottobre 1921   | Karl Wilhelm Reinmuth                  |
| 963 Iduberga      | 1921 KR                  | 26 ottobre 1921   | Karl Wilhelm Reinmuth                  |
| 964 Subamara      | 1921 KS                  | 27 ottobre 1921   | Johann Palisa                          |
| 965 Angelica      | 1921 KT                  | 4 novembre 1921   | Juan Hartmann                          |
| 966 Muschi        | 1921 KU                  | 9 novembre 1921   | Walter Baade                           |
| 967 Helionape     | 1921 KV                  | 9 novembre 1921   | Walter Baade                           |
| 968 Petunia       | 1921 KW                  | 24 novembre 1921  | Karl Wilhelm Reinmuth                  |
| 969 Leocadia      | 1921 KZ                  | 5 novembre 1921   | Sergei Ivanovich Beljawsky             |
| 970 Primula       | 1921 LB                  | 29 novembre 1921  | Karl Wilhelm Reinmuth                  |
| 971 Alsatia       | 1921 LF                  | 23 novembre 1921  | Alexandre Schaumasse                   |
| 972 Cohnia        | 1922 LK                  | 18 gennaio 1922   | Maximilian Franz Joseph Cornelius Wolf |
| 973 Aralia        | 1922 LR                  | 18 marzo 1922     | Karl Wilhelm Reinmuth                  |
| 974 Lioba         | 1922 LS                  | 18 marzo 1922     | Karl Wilhelm Reinmuth                  |
| 975 Perseverantia | 1922 LT                  | 27 marzo 1922     | Johann Palisa                          |
| 976 Benjamina     | 1922 LU                  | 27 marzo 1922     | Veniamin Pavlovič Žechovskij           |
| 977 Philippa      | 1922 LV                  | 6 aprile 1922     | Veniamin Pavlovič Žechovskij           |
| 978 Aidamina      | 1922 LY                  | 18 maggio 1922    | Sergei Ivanovich Beljawsky             |
| 979 Ilsewa        | 1922 MC                  | 29 giugno 1922    | Karl Wilhelm Reinmuth                  |
| 980 Anacostia     | 1921 W19                 | 21 novembre 1921  | George Henry Peters                    |
| 981 Martina       | 1917 S92                 | 23 settembre 1917 | Sergei Ivanovich Beljawsky             |
| 982 Franklina     | 1922 MD                  | 21 maggio 1922    | Harry Edwin Wood                       |
| 983 Gunila        | 1922 ME                  | 30 luglio 1922    | Karl Wilhelm Reinmuth                  |
| 984 Gretia        | 1922 MH                  | 27 agosto 1922    | Karl Wilhelm Reinmuth                  |
| 985 Rosina        | 1922 MO                  | 14 ottobre 1922   | Karl Wilhelm Reinmuth                  |
| 986 Amelia        | 1922 MQ                  | 19 ottobre 1922   | Josep Comas Solá                       |
| 987 Wallia        | 1922 MR                  | 23 ottobre 1922   | Karl Wilhelm Reinmuth                  |
| 988 Appella       | 1922 MT                  | 10 novembre 1922  | Veniamin Pavlovič Žechovskij           |
| 989 Schwassmannia | 1922 MW                  | 18 novembre 1922  | Friedrich Karl Arnold Schwassmann      |
| 990 Yerkes        | 1922 MZ                  | 23 novembre 1922  | Georges van Biesbroeck                 |
| 991 McDonalda     | 1922 NB                  | 24 ottobre 1922   | Otto Struve                            |
| 992 Swasey        | 1922 ND                  | 14 novembre 1922  | Otto Struve                            |
| 993 Moultona      | 1923 NJ                  | 12 gennaio 1923   | Georges van Biesbroeck                 |
| 994 Otthild       | 1923 NL                  | 18 marzo 1923     | Karl Wilhelm Reinmuth                  |
| 995 Sternberga    | 1923 NP                  | 8 giugno 1923     | Sergei Ivanovich Beljawsky             |
| 996 Hilaritas     | 1923 NM                  | 21 marzo 1923     | Johann Palisa                          |
| 997 Priska        | 1923 NR                  | 12 luglio 1923    | Karl Wilhelm Reinmuth                  |
| 998 Bodea         | 1923 NU                  | 6 agosto 1923     | Karl Wilhelm Reinmuth                  |
| 999 Zachia        | 1923 NW                  | 9 agosto 1923     | Karl Wilhelm Reinmuth                  |
| 1000 Piazzia      | 1923 NZ                  | 12 agosto 1923    | Karl Wilhelm Reinmuth                  |